# État communiste
Pour les articles homonymes, voir Communisme (homonymie).
« État socialiste » redirige ici. Pour la forme de politique aussi appelée État social, voir État-providence.

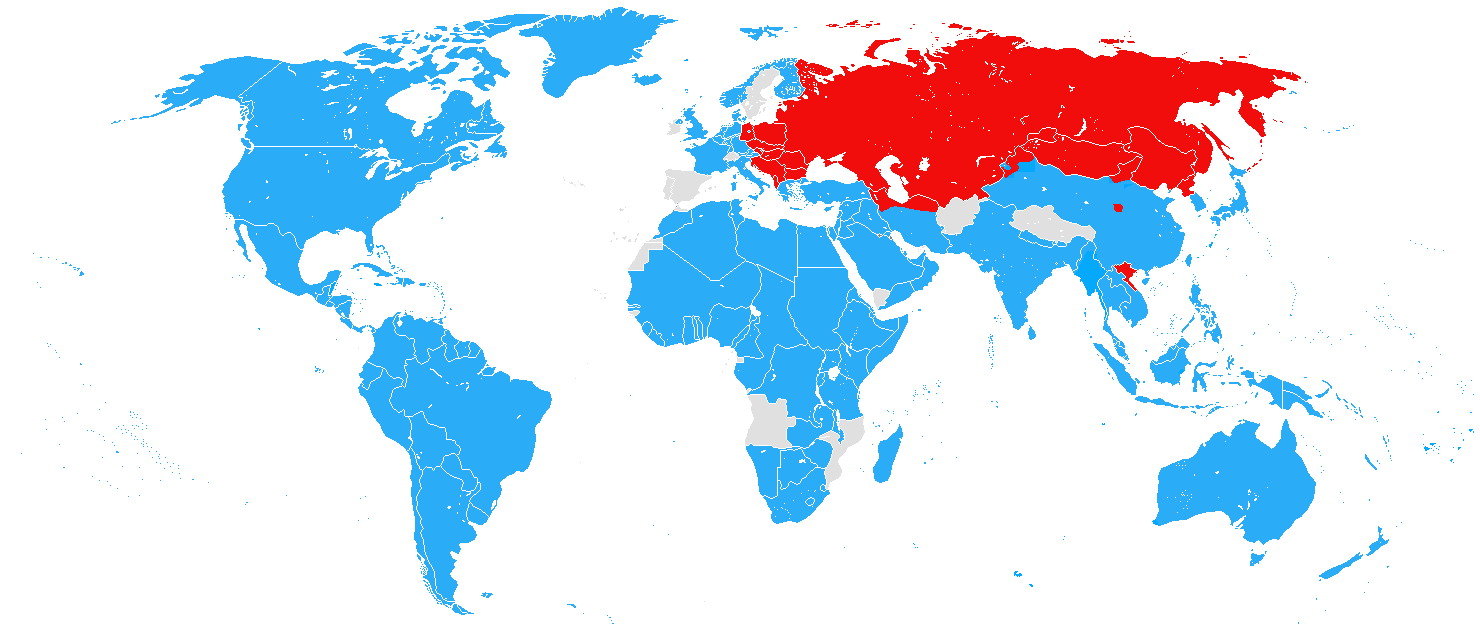
Les Alliés occidentaux (en bleu) et communistes (en rouge) en septembre 1945.

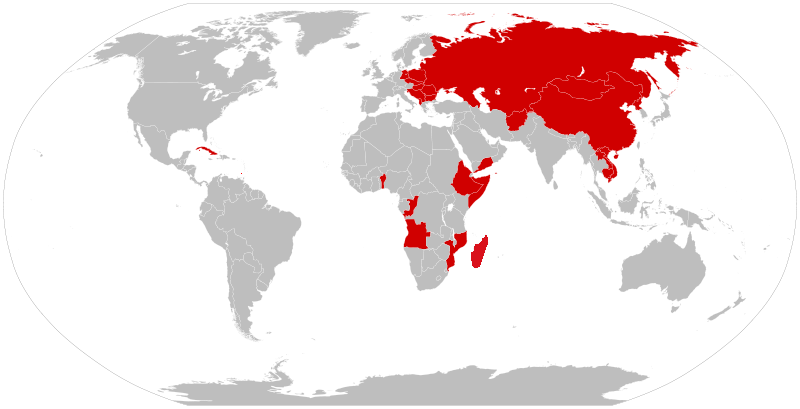
Les États communistes entre 1979 et 1983.

Les États communistes en 2025 : la Chine, la Corée du Nord, Cuba, le Laos et le Viêt Nam.
À l'exception de la Corée du Nord, ces États se sont progressivement éloignés du collectivisme dans le domaine économique au profit de diverses formes d'économie de marché, mais gardent un système autoritaire ou totalitaire du parti unique générant une idéologie d'État obligatoire, sous des appellations qui leur sont propres.

Les dénominations d’État communiste, régime communiste, pays communiste,, système communiste, sont utilisées pour qualifier le régime politique d'un État dans lequel un Parti se réclamant du communisme exerce le monopole de la gestion des affaires publiques, en tant que parti unique officiel ou bien en tant que parti dominant d'une coalition rassemblant les seuls partis autorisés. Au cours du XXe siècle, un tiers environ de l'humanité a vécu sous un régime politique catégorisé comme « communiste ».
Les États identifiés comme « communistes » se réclament ou se sont réclamés du marxisme-léninisme, et se sont présentés comme « socialistes », le stade du socialisme étant considéré comme la première étape précédant l'avènement de la société communiste proprement dite (autrement dit, une société sans classes et sans État) : ils furent néanmoins, par convention, désignés comme des « régimes communistes », les partis les dirigeant se désignant eux-mêmes comme tels. Dans le discours officiel de ces partis affirmant suivre une idéologie désignée sous le nom de marxisme-léninisme, les termes communément employés étaient État socialiste, démocratie populaire ou encore État ouvrier, affirmant ainsi représenter les classes ouvrières de ces pays . Les termes de « communisme » et de « socialisme » sont des éléments centraux de la propagande de régimes politiques dont l'URSS a été le principal modèle : le mot « communisme » a lui-même été employé, par extension, pour désigner l'ensemble des systèmes de gouvernement pratiqués par les États — souvent différents dans leur organisation et leur pratique politique — considérés comme communistes. Le terme de stalinisme a été créé pour qualifier ces régimes dictatoriaux se réclamant du communisme, mais n'a été que rarement revendiqué par les acteurs du communisme étatique (par exemple en Albanie sous Enver Hoxha).
Malgré des références idéologiques communes, des points communs dans leur organisation et des alliances plus ou moins étroites selon les époques, les États communistes se différencient les uns des autres par un ensemble de réalités économiques, sociales, politiques et culturelles liées tant à leurs particularités culturelles et historiques, qu'aux conditions d'arrivée au pouvoir des communistes locaux : en fait, bien que la majorité des régimes communistes du XXe siècle aient été alignés sur l'URSS, ils ne constituaient pas un bloc homogène à l'échelle du monde. Ces régimes créés après 1945 en Europe, ainsi que d'autres en Asie et en Afrique étaient de fait dirigés de manière coercitive par une oligarchie appelée nomenklatura en URSS et dans le bloc de l'Est, princes rouges en Chine et songbun en Corée du Nord. Cette classe s'appuyait sur des moyens dictatoriaux comme une police politique toute-puissante exerçant de manière plus ou moins discrète un terrorisme d'État à l'encontre de la population, et une organisation répressive fondée sur une justice politique et des moyens variés d'incarcération et de mise au secret voire d'élimination physique des détenus, dont notamment des camps de travail forcé (le Goulag soviétique ou le Laogai chinois).
Les différences entre la gouvernance réelle de ces États et leur discours officiel, déjà critiquées depuis des décennies par ceux que l'on qualifiait de « dissidents », ont été officiellement admises (pour être combattues) lors de la glasnost et de la perestroïka, et encore davantage depuis la dislocation de l'URSS et la chute des régimes communistes en Europe : cela a eu pour effet de discréditer le mouvement historique dont ces États se revendiquaient et d'affaiblir le mouvement communiste international, et tout particulièrement les partis communistes présents dans les démocraties occidentales.

## Praxis
Au-delà de la diversité des modes de gouvernement ou du détail des politiques appliquées, la « praxis » politique commune de ces régimes, analysée comme une forme de totalitarisme, a abouti en 1989-1991 à la chute de la plupart d’entre eux ou à leur métamorphose, comme en Biélorussie, Russie, Chine ou Indochine, en « dictatures de marché » ; cette pratique était basée sur :
- la position constitutionnelle de jure du parti communiste local en tant que « parti unique et organe dirigeant de l’État », interdisant de facto la constitution d’associations, syndicats ou autres structures sociales indépendantes du pouvoir, et imposant un courant de l’autorité et de légitimité » (souveraineté), allant du sommet (le Comité Central) vers la base (les autres structures du Parti, les institutions, les entreprises, les citoyens)… ;
- une logistique policière massive de surveillance et répression de la société civile, articulée autour de la police politique, active par la censure, l’écoute aléatoire et sans aucun contrôle juridique des conversations téléphoniques, l’ouverture du courrier, le quadrillage territorial, institutionnel et professionnel systématique du pays, la pratique courante d’arrestations arbitraires, de tortures en cours d’interrogatoire et d’internement psychiatrique et de déportation des citoyens arrêtés, avec ou sans « jugement », dans les réseaux de camps de travail forcé comme le Goulag ou le Laogai… ;
- une planification économique d’État par la nationalisation de toutes les structures de production, ne touchant pas seulement les orientations macro-économiques et le commerce international, mais aussi toutes les sources d’existence, de la distribution et de la consommation, au mépris des ressources disponibles, des possibilités techniques, de l’environnement et des besoins de la population, interdisant toute forme d’autogestion et induisant des inégalités entre la haute bureaucratie du parti, de l'État, de l'armée et de la police politique qui disposait d’un niveau de vie satisfaisant, et le reste de la population confronté à une pénurie permanente d’énergie, de denrées, de produits finis et de services (ce qui encourageait le développement d’une économie informelle, mais spéculative)… ;
- un strict contrôle des activités culturelles, des médias et des droits des citoyens à l’opinion, à l’expression et au déplacement (nécessitant des autorisations et divers visas préalables pour changer d’emploi, de domicile, de résidence à l’intérieur du pays, et encore plus pour voyager hors du pays, et surtout dans les pays non-communistes) ;
- l'existence d'un « nomenclateur social » (russe социального номенклатурный, coréen 출신성분 songbun) qui classe les citoyens, théoriquement égaux mais en fait ainsi différenciés[16] en fonction de deux types de critères[17] :
  1. les origines sociales de leurs familles avant le régime communiste (« saines » : ouvriers industriels, agricoles et des services, simples soldats ; « douteuses » : artisans, paysans ayant possédé des animaux ou un lopin de terre (« koulaks »), sous-officiers ; « petits bourgeois » : anciennes classes moyennes, professions libérales, chefs d'atelier, petits fonctionnaires des régimes antérieurs au communisme, membres des administrations des régimes antérieurs au communisme, officiers de rang moyen ; « grands bourgeois » : notables, hauts fonctionnaires, cadres industriels, gros commerçants, officiers de rang supérieur ; « exploiteurs et parasites du peuple » : actionnaires, patrons et hauts cadres de l'industrie, aristocrates et propriétaires terriens, responsables des administrations et membres des forces de l'ordre des régimes antérieurs au communisme) ; « ennemis du peuple » : toute personne s'étant opposée au Parti unique et à son pouvoir, ou en ayant douté[18] ;
  2. leur attitude par rapport au Parti unique (« fiable » : entièrement dévoué, ne discutant jamais les ordres ; « douteuse » : favorable au régime mais ayant tendance à discuter les ordres, à les interpréter, à prendre des initiatives, ou ayant soutenu une ligne politique finalement condamnée par l'un ou l'autre Congrès du parti unique ; « hostile » : opposé au pouvoir communiste, catégorie très large incluant aussi bien les ennemis déclarés du régime, que des citoyens simplement accusés d'être hostiles, des cadres accusés de « sabotage » pour avoir contesté ou échoué à exécuter des ordres absurdes ou irréalisables, ou encore des paysans ayant soustrait des provisions aux réquisitions pour éviter de mourir de faim).

Plus un citoyen avait des « origines saines » et était « fiable », plus il était un « camarade méritant », statut qui lui donnait un accès privilégié aux prestations des services de l'État :
- les membres de la nomenklatura (chinois 太子党 « princes rouges ») bénéficiaient d'un niveau de vie équivalent aux classes moyennes occidentales et obtenaient facilement l'autorisation de résider dans la capitale, où la vie était moins difficile et les pénuries plus limitées ;
- les citoyens de base formaient la majorité de la population, vivant modestement, très surveillés, mais épargnés par la répression tant qu'ils obéissaient aux autorités ;
- les citoyens classés « douteux » ou « non fiables » étaient régulièrement mis en question ou accusation, arrêtés, enquêtés, puis relâchés, vivant dans une précarité permanente, sous la menace d'une incarcération ;
- ceux classés comme « nuisibles » (russe вредители, chinois 9种有害类别) étaient condamnés à des peines de travaux forcés appelés « réhabilitation par le travail » (Goulag, Laogaï…) et leurs familles étaient placées en relégation.

Ce système attribue ou enlève des « points de mérite » : les citoyens sont donc susceptibles de monter et descendre dans la hiérarchie. Au XXIe siècle, il n'existe plus qu'en république populaire de Chine (où il utilise les technologies modernes de surveillance des citoyens) et en Corée du Nord (songbun). De nombreux facteurs peuvent influencer le classement dans le nomenclateur social. Les « citoyens vigilants » ayant fait un « geste héroïque pour la patrie » (par exemple, avoir dénoncé un collègue ou un membre de leur famille comme « mauvais citoyen », « saboteur » ou « espion ») reçoivent ainsi des « points de mérite ». À l'inverse, les citoyens ayant lutté contre le régime, tenté de le fuir vers l'étranger, dénoncé les atteintes aux droits humains, participé à l'économie parallèle, désobéi à un ordre, parlé sans autorisation à des étrangers…, en perdent. D'autres facteurs plus quotidiens affectent le classement, comme l'assiduité ou au contraire l'absence aux diverses activités obligatoires, au travail, aux réunions organisées par les cellules locales du Parti. Le classement d'un citoyen a des conséquences sur les membres de sa famille et sa descendance : si l'un des membres d'une famille « démérite », les autres doivent aussitôt le renier, s'en démarquer, le dénoncer avec véhémence et faire assaut de servilité envers le pouvoir, s'ils ne veulent pas tomber avec lui.
Les informations sur le nomenclateur social proviennent en grande partie de témoignages de citoyens des états communistes en exil. Dans leurs pays, les citoyens de ces états devaient manifester, face à tout interlocuteur étranger, un enthousiasme total envers le régime, et ensuite rendre compte à la police politique du contenu de la conversation. S'ils manquaient à ces obligations, ils pouvaient recevoir des « points de démérite » et dégringoler dans le nomenclateur. C'est pourquoi il était très difficile de connaître l'opinion réelle d'un citoyen des États communistes, ce qui ne signifie pas qu'ils aient tous été aliénés, fanatisés et incapables d'esprit critique, comme un point de vue raciste pourrait l'envisager.

## Définition

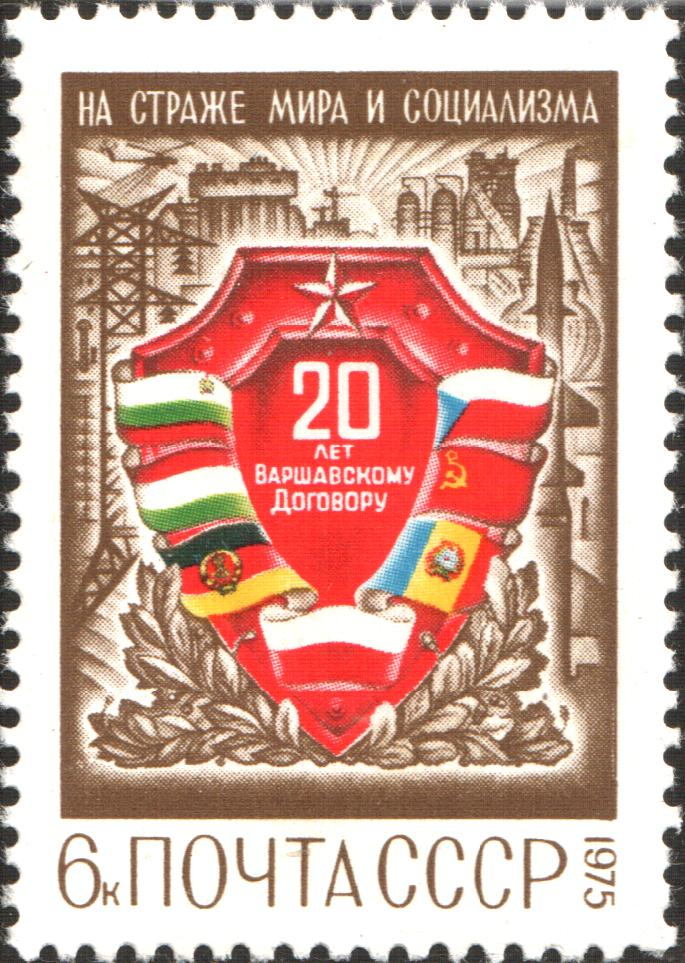
Timbre soviétique célébrant les 20 ans du pacte de Varsovie, en 1975.

Étymologiquement, le mot communisme désigne un type de société sans classes, où les classes sociales et les États sont abolis. Le terme acquiert cependant avec le temps une double signification, désignant à la fois la nouvelle société envisagée, qui serait un stade supérieur du socialisme, et par extension un mouvement politique visant à abolir le capitalisme et à bâtir le socialisme, avec pour objectif proclamé la mise en place d'une société communiste ou libertaire,,,.
En 1917, à l'issue de la Révolution d'Octobre, les bolcheviks, une des tendances issues du Parti ouvrier social-démocrate de Russie, prennent le pouvoir et établissent le gouvernement de la Russie soviétique. L'année suivante, les bolcheviks prennent le nouveau nom de Parti communiste, destiné à souligner leur caractère révolutionnaire et à se distinguer désormais des sociaux-démocrates. Lénine souligne en 1919 que l'utilisation du mot « communisme » est « incomparablement plus forte » du point de vue du mouvement ouvrier et permet de se distinguer de la IIe internationale agonisante. Pour lui, cependant, l'utilisation du terme communiste ne doit pas signifier que le « régime communiste » est réalisé.

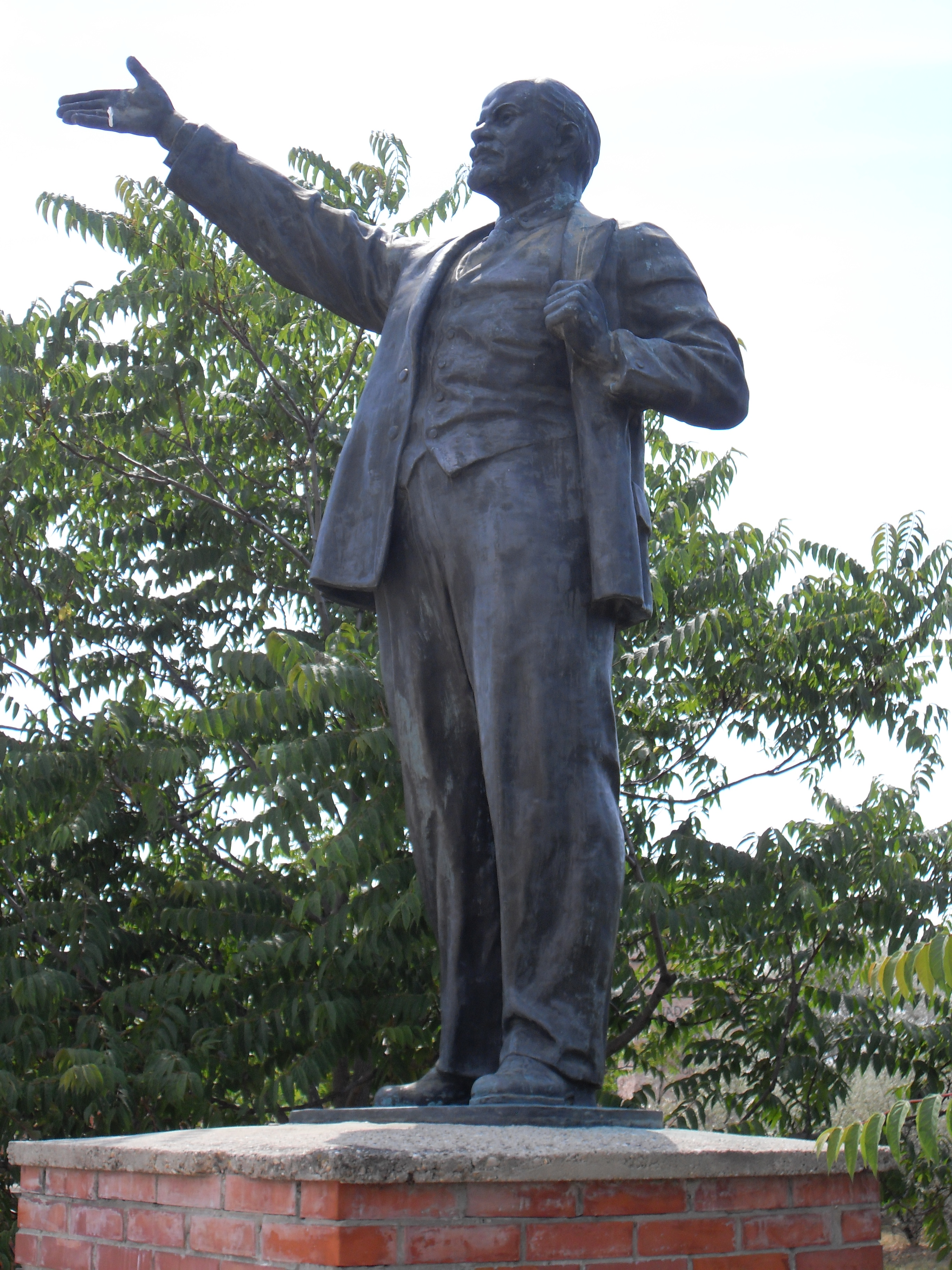
Statue de Lénine exposée à Memento Park (Budapest, Hongrie).

Le changement de nom du Parti russe, et la fondation de l'Internationale communiste, séparent cependant de manière définitive les partis « socialistes » (ou « sociaux-démocrates ») des partis « communistes », bien que ces derniers continuent de se réclamer de leur conception du socialisme. L'adjectif « communiste » en vient donc à qualifier les régimes dirigés par des partis communistes se réclamant de la mouvance communiste internationale, malgré l'oxymore que constitue, sur le plan étymologique, le rapprochement des termes « communisme » et « État », le mot communisme désignant à l'origine la société sans État censée être atteinte après le stade du socialisme. Le nouveau nom du Parti bolchévik est cependant utilisé comme un adjectif qualifiant le régime mis en place dans les faits, la république socialiste fédérative soviétique de Russie étant considérée comme le premier « État communiste ».

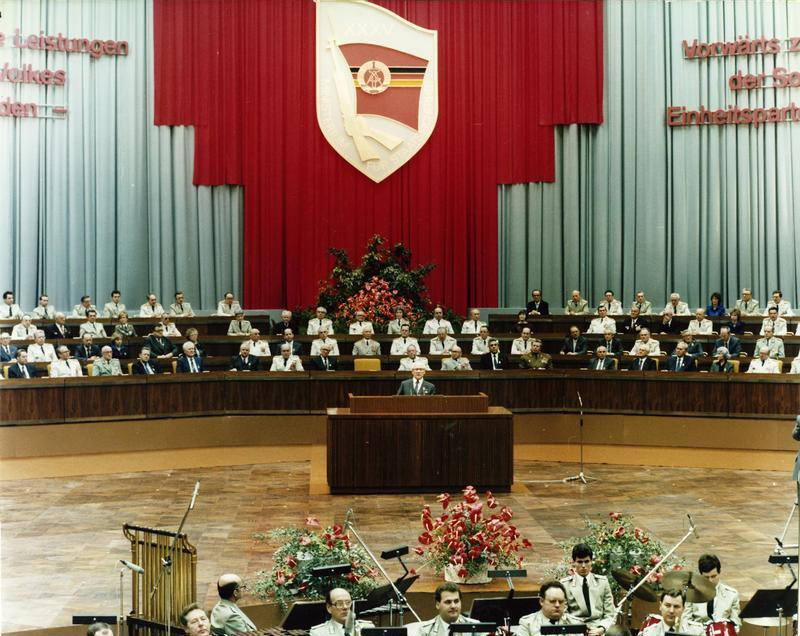
Réunion de la direction de la Stasi au palais de la République, en RDA.

L'historien britannique Archie Brown distingue plusieurs critères permettant de définir un système de gouvernement comme communiste, au sens étatique du terme : « Étant donné que les partis communistes au pouvoir qualifiaient leurs systèmes politiques de « socialiste », il est raisonnable de se demander en quoi il est justifié de les appeler « communistes ». De nombreux politiciens ex-communistes ont contesté l'usage de ce terme car, nous rappellent-ils, le « communisme » était censé être le dernier stade du socialisme, qu'ils n'ont jamais prétendu avoir atteint. Cependant, les membres de ces partis au pouvoir se définissaient eux-mêmes comme des communistes et les chercheurs occidentaux, en rangeant les systèmes dans la catégorie « communiste », n'envisageaient pas une seconde qu'ils parlaient de ce que Marx et Lénine décrivaient par le terme « communisme » — cette société auto-gouvernée, sans État, et coopérative, qui n'a jamais existé nulle part ». Brown souligne que l'usage du terme « socialiste », revendiqué par les régimes en question, est inadéquat en ce que le concept de socialisme recouvre un ensemble bien plus vaste de partis politiques et de gouvernements que les seuls adeptes du marxisme-léninisme. Pour l'historien, la première caractéristique d'un système communiste est le monopole du pouvoir exercé par le parti communiste local, assimilé dans les premiers temps à la dictature du prolétariat, ce concept étant compris comme le règne du Parti, conçu comme l'expression exclusive de la volonté et des intérêts du prolétariat. Dans la période post-stalinienne, le terme le plus couramment utilisé sur le plan officiel était celui de « rôle dirigeant » du parti. Les États communistes se distinguent par un rôle prégnant des institutions du Parti, qui se superposent aux autres institutions gouvernementales, et priment sur elles. Souvent, le rôle dirigeant du Parti reste longtemps un état de fait, mais devient progressivement inscrit de manière officielle dans les constitutions des États concernés. Dans une majorité des régimes communistes, le Parti constitue une bureaucratie parallèle aux services gouvernementaux proprement dits, et détient sur eux la prééminence : la fonction de chef du Parti est alors, dans de nombreux régimes de ce type, la plus importante au sommet de l'État, primant souvent sur celle de chef du gouvernement ou de chef de l'État. Des assemblées législatives ou soviet suprême ont existé mais se limitèrent à être des chambres d'enregistrement du parti. Les élections ne concernent que des candidats du parti ou alliés à lui au sein d'une coalition politique.

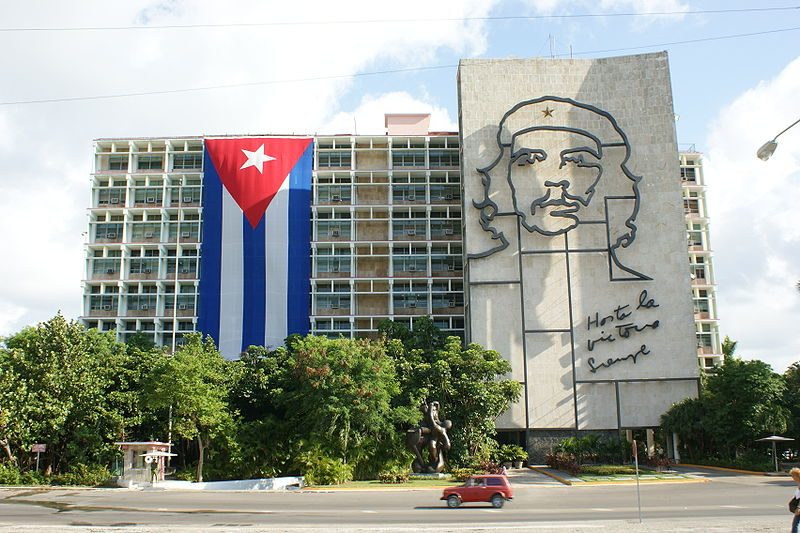
Portrait de Che Guevara sur la façade du ministère de l'intérieur cubain.

La même personne peut cumuler le poste de chef de parti et celui de chef de l'État ou de chef du gouvernement, mais cela n'est ni nécessaire, ni systématique, ni constant. Joseph Staline a ainsi dirigé l'URSS à partir de 1922 en qualité de Secrétaire général du Parti communiste de l'Union soviétique, mais n'a cumulé ce poste avec celui de président du Conseil des commissaires du peuple qu'à partir de 1941. De même, János Kádár a été le principal dirigeant de la république populaire de Hongrie de 1956 à 1988 en occupant sans interruption le poste de Secrétaire général du Parti socialiste ouvrier hongrois, mais n'a cumulé cette fonction avec celle de chef du gouvernement que durant deux brèves périodes, de 1956 à 1958 et de 1961 à 1965. Władysław Gomułka a dirigé la république populaire de Pologne de 1956 à 1970 en tant que Premier secrétaire du Parti ouvrier unifié polonais sans jamais être ni chef de l'État ni chef du gouvernement. Un système de gouvernement communiste se distingue également par le concept de centralisme démocratique, adopté par Lénine, selon lequel les décisions prises par les organes du Parti, obtenues théoriquement après un débat libre et démocratique en leur sein, doivent être strictement respectées par l'ensemble des institutions et de la société (Lénine considère en 1921, au Xe congrès des Bolcheviks, que « Le parti communiste est le seul capable de grouper, d'éduquer et d'organiser l'avant-garde du prolétariat et de toutes les masses laborieuses, qui est seule en mesure de s'opposer aux inévitables oscillations petite-bourgeoises de ces masses, aux inévitables traditions et récidives de l'étroitesse corporative ou des préjugés corporatifs dans le prolétariat »). Le rôle dirigeant du Parti, et la centralisation de l'État, aboutissent à la concentration d'un très vaste pouvoir au sein des organes dirigeants du Parti (Comité central, Politburo, Secrétariat général).

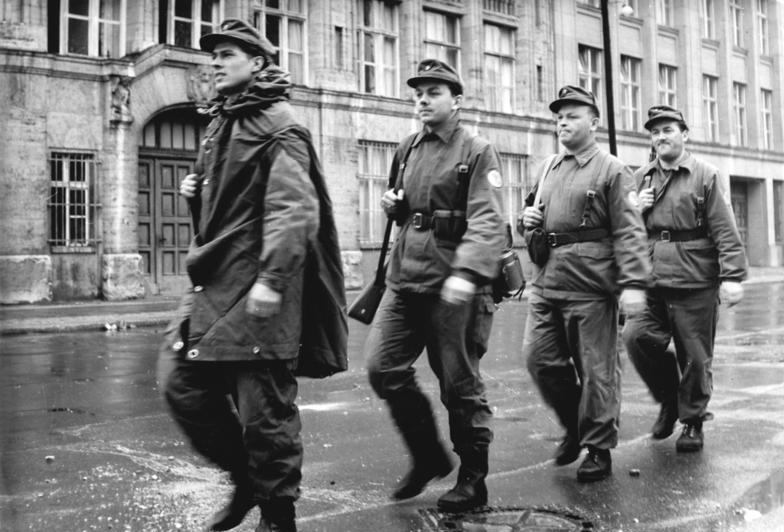
Patrouille des « Groupes de combat de la classe ouvrière », milice paramilitaire de la RDA (1961).

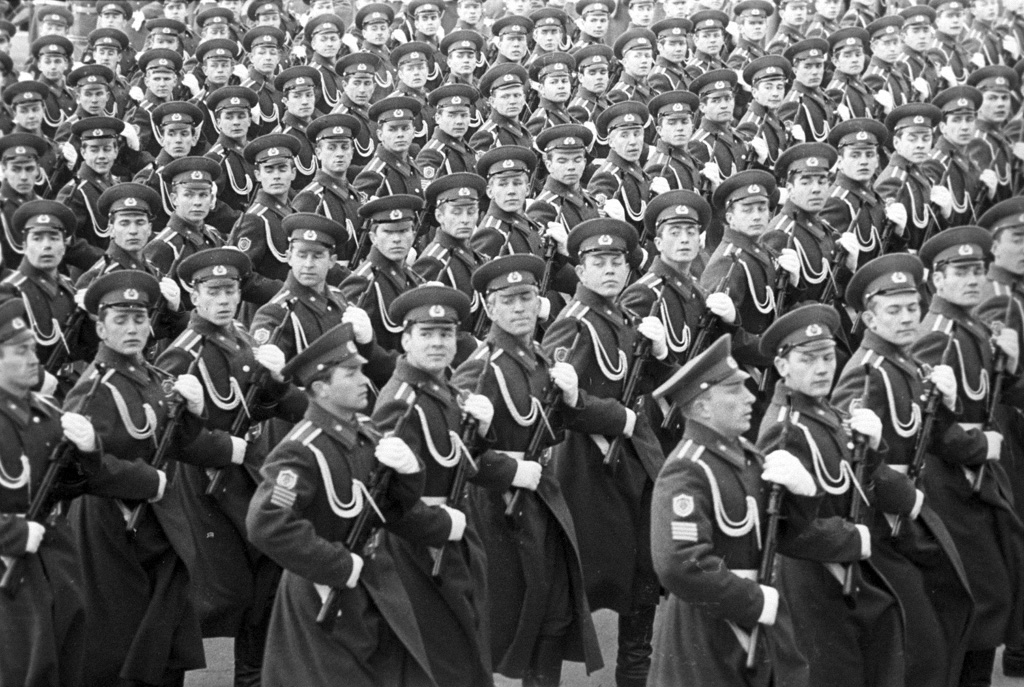
Défilé des cadets du KGB (1972).

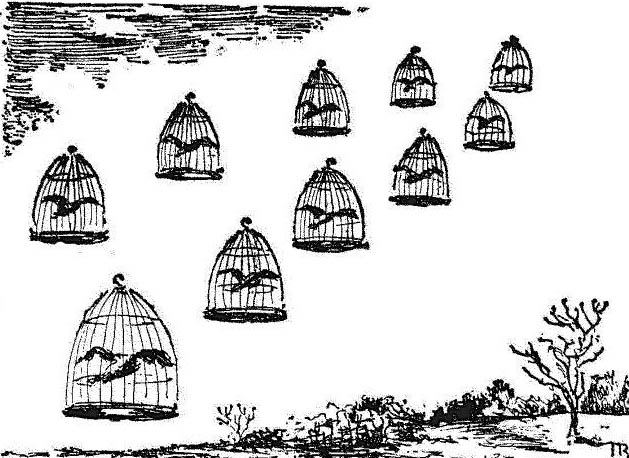
Dessin du caricaturiste russe Vitaliy Peskov sur la vie soviétique (années 1970).

Sur le plan économique, les États classés comme communistes se définissent par la mise en place d'une économie planifiée, pouvant éventuellement dans des cas comme ceux de la Yougoslavie ou de la Pologne coexister avec une forme d'économie de marché dans certains secteurs d'activité. Aboutir à une propriété non capitaliste des moyens de production était l'un des principaux objectifs des partis communistes au pouvoir dans les pays communistes. En pratique, l'essentiel de l'économie est contrôlée par l'État, lui-même subordonné aux décisions du Parti. Ce contrôle a notamment pris la forme d'une planification impérative (avec les plans quinquennaux). Cette forme de contrôle de l'économie par l'État est parfois qualifiée de capitalisme d'État, terme utilisé dès 1918 par Lénine, le développement du marché sous contrôle de l'État étant conçu, dans des sociétés largement non industrialisées et vues comme arriérées, comme une étape vers la construction du socialisme. Dès les premières années du régime communiste en Russie s'est développée, via la multiplication des comités et des organes de décision consécutive au contrôle des activités politiques et économiques par le Parti communiste, une vaste bureaucratie dont l'importance n'a fait que s'accentuer. Ce processus a entraîné l'apparition de la catégorie dite des apparatchiks, « militants » dont l'activité politique se mue en statut social par le biais d'une source de revenus et d'une rupture avec leur classe d'origine. Le phénomène s'est reproduit dans l'ensemble des pays communistes, entraînant l'apparition d'une nouvelle « élite » socio-économique issue de l'appareil des partis au pouvoir, désignée avec le temps du terme russe de nomenklatura. Milovan Djilas, cadre communiste yougoslave passé à l'opposition, emploie en 1957 le terme de « nouvelle classe » pour désigner la catégorie de cadres issus de l'appareil politique des partis de type bolchevik.
Tous les États classés ainsi comme communistes se sont distingués, par définition par l'interdiction des élections libres et, à des degrés très divers, par une politique répressive et un non-respect des droits de l'homme, par des polices politiques chargées de surveiller, traquer et éliminer les opposants réels ou supposés, dont les plus connues sont le NKVD (puis KGB) soviétique et la Stasi est-allemande,, comprenant des services de désinformation et de propagande chargés d'intimider la population et de tromper les visiteurs étrangers.
Certains de ces régimes se sont, à certaines époques, distingués par la pratique d'un culte de la personnalité plus ou moins intense voué à leurs principaux dirigeants — comme l'URSS sous Staline, la république populaire de Chine sous Mao Zedong, la république socialiste de Roumanie sous Nicolae Ceaușescu, ou la Corée du Nord sous Kim Il-sung puis sous son fils et successeur Kim Jong-il — sans que cela soit une pratique constante, ni commune à l'ensemble des États classés comme communistes. Les régimes communistes ont été condamnés par le Conseil de l'Europe pour leur totalitarisme et leur « violations massives des Droits de l'homme ». Boris Souvarine dénonce quant à lui dans les années 1960 ce qu'il appelle le « pseudo-communisme », considérant que les régimes du bloc de l'est représentent « la plus hideuse caricature du communisme ».

## Histoire des États communistes

### Premiers régimes politiques après 1917

#### Russie

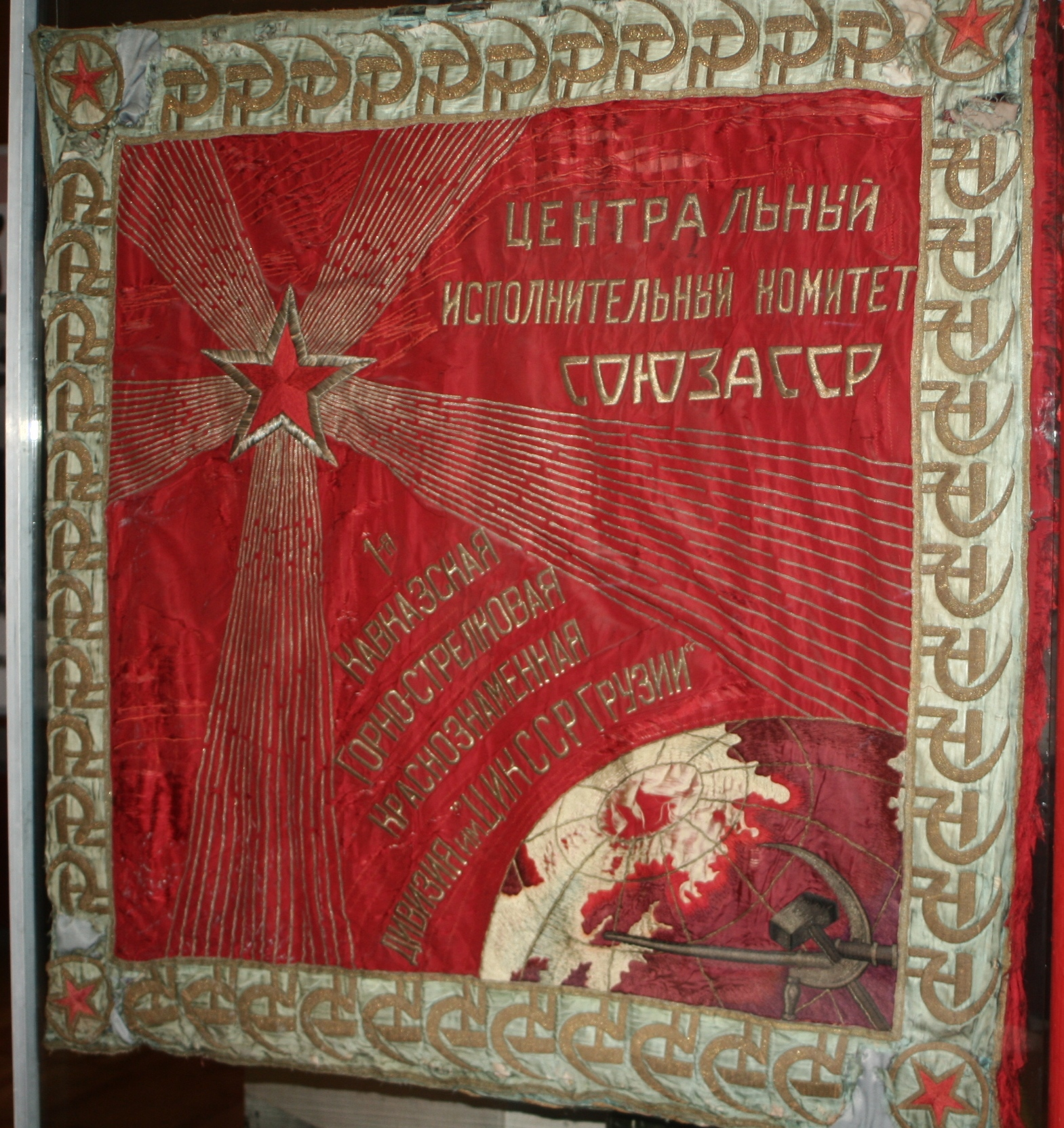
Un des tout premiers drapeaux de l'Armée rouge du Caucase, en 1918.

Premier drapeau de la Russie soviétique, en 1918.

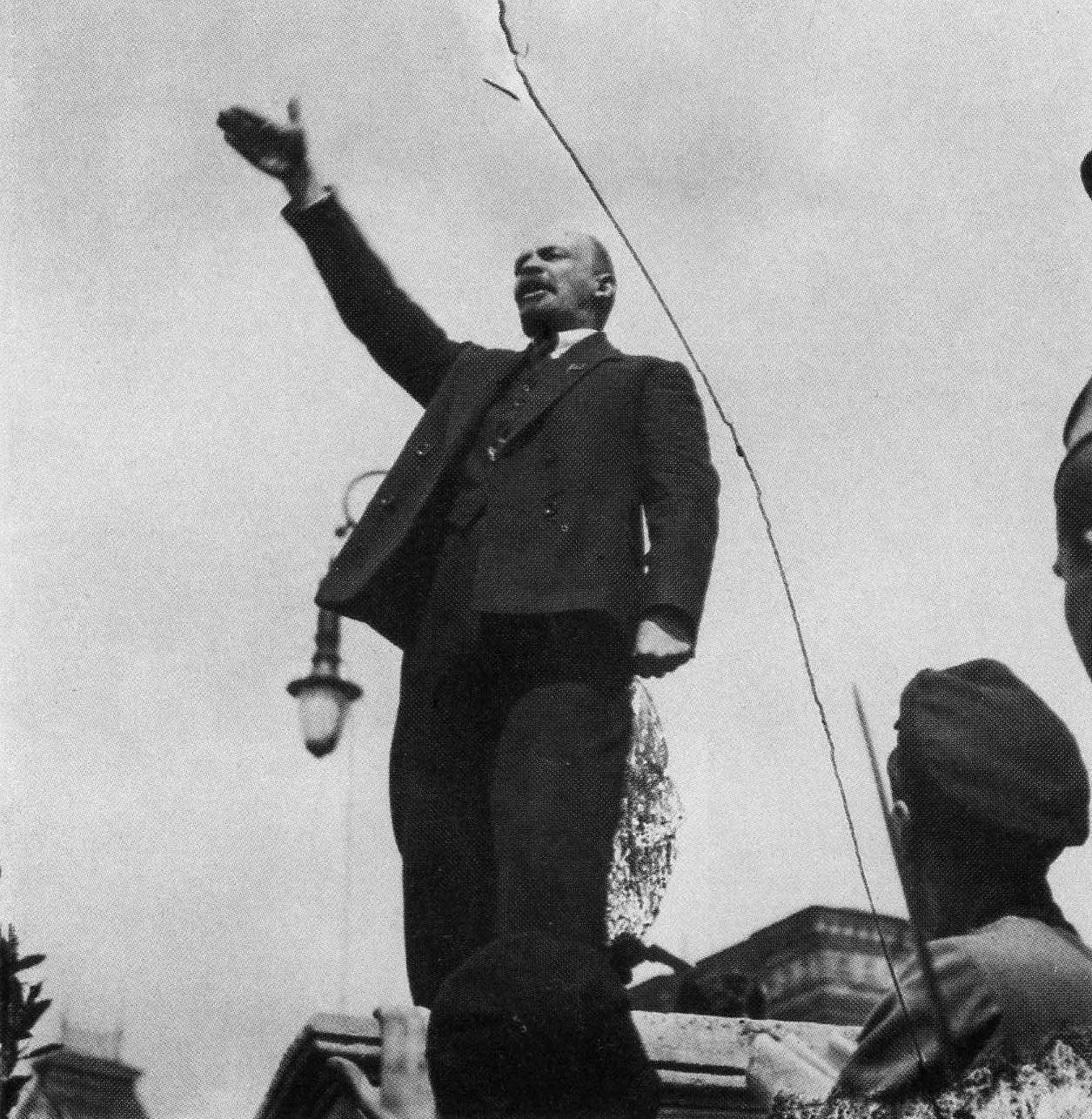
Vladimir Ilitch Lénine, président du Conseil des commissaires du peuple de la Russie soviétique, en 1919.

Le premier gouvernement à se réclamer du communisme est celui de la république socialiste fédérative soviétique de Russie, proclamé par les bolcheviks à l'issue de la Révolution d'Octobre 1917 et tirant son nom officiel des soviets, conseils ouvriers créés dans le contexte de la révolution russe. Au cours d'un processus étalé sur plusieurs années, le gouvernement de Lénine entreprend alors de réduire à l'impuissance et au silence, puis d'interdire tous les partis non bolcheviks, et d'éliminer ou de subordonner toutes les institutions autonomes, comme les Soviets. Les autres partis politiques sont tous progressivement interdits. La constitution de la Russie soviétique, adoptée le 10 juillet 1918, n'interdit pas la formation de nouveaux partis mais dispose que le nouveau régime « refuse aux personnes et aux groupes les droits dont ils peuvent se servir au détriment de la révolution socialiste ». En 1921, une résolution du Xe congrès des Bolcheviks adopte une résolution proposée par Lénine, qui érige le rôle dirigeant du Parti au rang de composante de la doctrine marxiste.
Dans le contexte d'effervescence révolutionnaire et de proclamation de l'Internationale communiste (Komintern) en 1919, plusieurs régimes communistes sont proclamés en Europe, sous l'intitulé de république des Conseils, nom équivalent à république soviétique : la république des conseils de Hongrie existe de mars à août 1919, et les régimes de la République slovaque des conseils et de la république des conseils de Bavière ne vivent que quelques semaines. Au cours de la guerre civile russe, la Russie soviétique parvient à survivre et reprend progressivement le contrôle d'une grande partie des anciens territoires de l'Empire russe — à l'exception de la Finlande, de l'est de la Pologne, des Pays baltes, ainsi que du Tannou-Touva — qui avaient déclaré leur indépendance. Des régimes soviétiques sont proclamés dans l'ensemble des États repassés sous la tutelle russe. Le régime bolchevik, dans un contexte de violence extrême pratiquée par l'ensemble des belligérants de la guerre civile, met en place une terreur d'État, dite Terreur rouge, appliquée par la Tchéka (police politique ensuite remplacée par le Guépéou, puis le NKVD et enfin le KGB), mais se distingue surtout par la pérennisation de ces méthodes exceptionnelles pratiquées durant la guerre civile — système des otages, déportations collectives de civils, espionnage de la population — pour en faire une caractéristique permanente de l'État soviétique. En décembre 1922, les États sous contrôle bolchévik sont fédérés au sein de l'Union des républiques socialistes soviétiques (URSS), dont la République soviétique de Russie devient la principale composante (voir : Traité relatif à la formation de l'Union des Républiques socialistes soviétiques). Avec l'échec des tentatives révolutionnaires de 1919-1921, Lénine juge la survie et la consolidation du régime davantage prioritaire que l'exportation de la révolution : cette politique est ensuite érigée par Staline au rang d'une doctrine, privilégiant la construction du « socialisme dans un seul pays ». L'URSS est alors isolée sur le plan politique, à l'exception du régime voisin de la République populaire mongole, proclamé en 1924, qui constitue son premier État satellite. L'URSS, sous la direction de Joseph Staline, demeure un régime marqué par des périodes de très grande violence et l'utilisation d'une terreur de masse, dont les Grandes Purges des années 1930 sont l'exemple le plus saillant. La constitution soviétique de 1936 évoque le rôle central du Parti en disposant que « les citoyens les plus actifs et les plus conscients de la classe ouvrière et des autres couches de travailleurs s'unissent dans le Parti communiste de l'URSS, qui est l'avant-garde des travailleurs dans leur lutte pour l'affermissement et le développement du régime socialiste et qui représente le noyau dirigeant de toutes les organisations de travailleurs, tant sociales que d'État ». Ce n'est cependant que dans la constitution de 1977 que l'URSS évoque explicitement le rôle dirigeant du PCUS.

#### Chine
En 1931, dans le cadre de la guerre civile chinoise, le Parti communiste chinois fédère les territoires — discontinus — sous son contrôle sous l'égide de la République soviétique chinoise, avec Mao Zedong pour président : le gros des territoires communistes est cependant démantelé en 1934 par les troupes du Kuomintang. Réfugiés après l'épisode de la Longue Marche dans leurs bases du nord de la Chine, les communistes chinois proclament la fin de la République soviétique chinoise en 1937, dans le cadre du front uni contre les Japonais, tout en gardant le contrôle de leurs territoires.

### Après la Seconde Guerre mondiale

#### Extension du communisme en Europe et en Asie

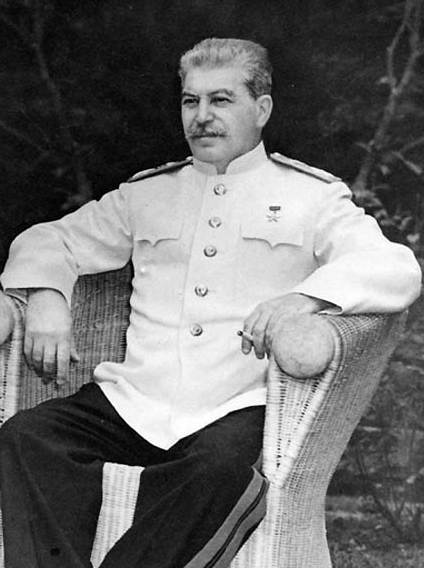
Joseph Staline, Premier secrétaire du PCUS et chef du gouvernement de l'URSS, en 1945.

Au début de la Seconde Guerre mondiale, le pacte germano-soviétique donne à l'URSS stalinienne un répit, et la possibilité d'étendre son territoire, en reprenant notamment le contrôle des Pays baltes et de l'est de la Pologne. Au cours de l'invasion de la Finlande par l'Armée rouge — dite guerre d'Hiver — le régime de la République démocratique finlandaise, gouvernement pro-soviétique dirigé par Otto Wille Kuusinen, est proclamé : il ne survit cependant que quelques mois, et disparaît lors du retrait des troupes soviétiques. Attaquée en 1941 lors de l'opération Barbarossa, l'URSS résiste victorieusement à l'offensive de l'Allemagne nazie et de ses alliés, le front de l'est étant le théâtre européen le plus meurtrier du conflit mondial. L'avancée de l'Armée rouge en Europe de l'Est et en Europe centrale, et l'occupation subséquente de la majorité des pays est-européens et d'une partie de l'Allemagne permettent au régime de Joseph Staline de peser d'un poids décisif dans l'évolution politique de l'après-guerre. L'URSS favorise la création de l'ensemble de régimes politiques désignés sous le nom de Bloc de l'Est, pratiquant une politique hégémonique et l'imposition du modèle soviétique d'organisation politique, économique et sociale. L'expression rideau de fer est bientôt adoptée pour décrire la division de l'Europe entre pays communistes et non communistes ; l'opposition entre les régimes communistes et le « monde libre », et plus particulièrement entre les deux superpuissances que sont devenus les États-Unis et l'URSS reçoit le nom de guerre froide.

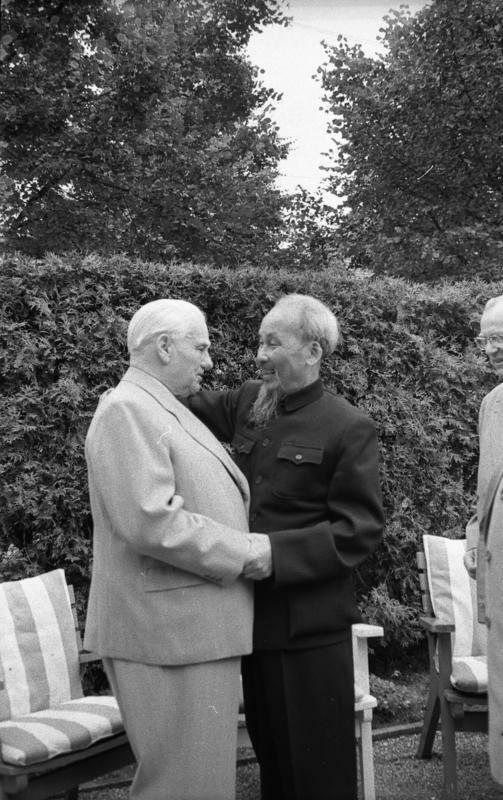
Wilhelm Pieck, président de la République démocratique allemande et Hô Chi Minh, président de la république démocratique du Viêt Nam, en 1957.

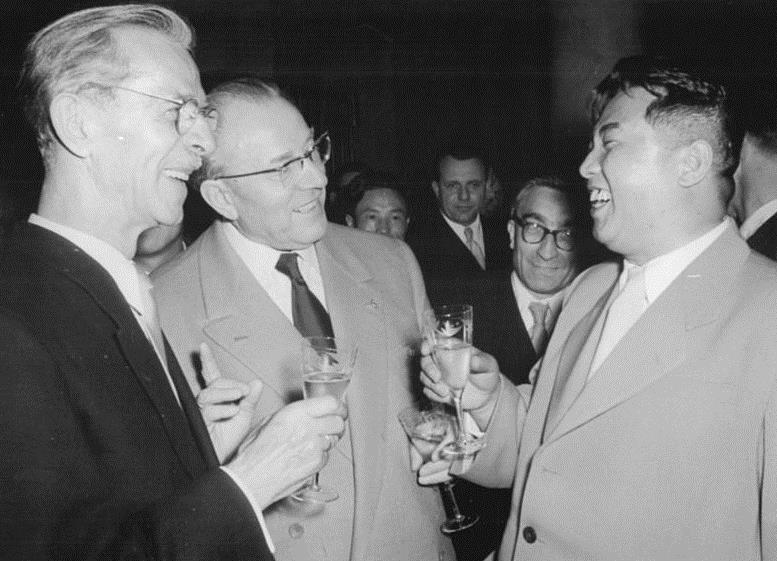
Le premier ministre nord-coréen Kim Il-sung, lors d'une visite en RDA, en compagnie du président de l'académie des arts Otto Nagel et du chef du gouvernement Otto Grotewohl.

En Pologne, un gouvernement provisoire dominé par le Parti ouvrier polonais est mis en place dès 1944, dans le pays envahi par l'Armée rouge. En Bulgarie et en Roumanie, les communistes sont installés au pouvoir par l'invasion soviétique : les monarchies locales sont abolies en 1946 et 1947, aboutissant à la proclamation de la république populaire de Bulgarie et de la République populaire roumaine. En Yougoslavie, les communistes locaux, dirigés par Tito, remportent la même victoire en grande partie par leurs propres moyens, n'ayant reçu d'aide soviétique que dans le cadre de l'offensive sur Belgrade : la république fédérative populaire de Yougoslavie est proclamée à la fin 1945, et s'emploie à résoudre les graves problèmes d'unité nationale du pays en le réorganisant sous la forme d'un État fédéral. En Albanie, les communistes dirigés par Enver Hoxha prennent le pouvoir sans intervention de l'URSS, à la faveur du retrait des troupes allemandes : la république populaire d'Albanie est proclamée en 1946. En Tchécoslovaquie, après une période de partage du pouvoir avec les autres formations ayant résisté à l'occupation allemande, le Parti communiste tchécoslovaque prend le pouvoir en 1948 lors du coup de Prague et promulgue une nouvelle constitution qui lui garantit la prééminence. En 1949, en réaction à la proclamation de la République fédérale d'Allemagne, la République démocratique allemande est proclamée à l'Est de l'Allemagne, sur le territoire de la zone d'occupation soviétique. En Hongrie, la prise de pouvoir est plus progressive : le Parti des travailleurs hongrois noyaute l'appareil d'État par le biais de la « tactique du salami » et la république populaire de Hongrie est proclamée en 1949. En 1947 est fondé le Kominform, organisation destiné à coordonner l'activité des partis communistes européens.
Le communisme se développe également en Asie. En août 1945, ayant envahi le nord de la Corée, les Soviétiques y installent un gouvernement dirigé par Kim Il-sung. En 1948, la partition de fait de la Corée est entérinée par la proclamation de deux régimes concurrents, la Corée du Nord devenant la république populaire démocratique de Corée. La guerre de Corée, provoquée en 1950 par l'attaque du Nord contre le Sud, s'achève par un cessez-le-feu et par la pérennisation de la division des deux Corée, séparées par la Zone coréenne démilitarisée. En 1949, les communistes chinois, victorieux au terme de la guerre civile chinoise, proclament la république populaire de Chine. En 1954, avec la fin de la guerre d'Indochine, le gouvernement de la république démocratique du Viêt Nam, dirigé par le Parti des travailleurs du Viêt Nam de Hô Chi Minh, est reconnu par les accords de Genève qui mettent un terme à l'Indochine française et lui accordent le contrôle du nord du territoire vietnamien. Si, en Europe de l'Est, le modèle soviétique prédomine, les régimes communistes asiatiques font preuve de davantage d'indépendance et de radicalisme, cherchant leur propre voie politique tout en maintenant leur alliance avec l'URSS.
Pendant la guerre froide, le schéma économique inspiré du modèle soviétique prévaut, et les États communistes font l'objet d'accords mutuels : le 25 janvier 1949 est créé le Conseil d'assistance économique mutuelle (CAEM, ou COMECON) en réponse au Plan Marshall américain. Les membres fondateurs de cette organisation sont la Bulgarie, la Hongrie, la Pologne, la Roumanie et la Tchécoslovaquie et l’URSS, celle-ci étant le leader de l'organisation. Deviennent ensuite membres l'Albanie (de février jusqu'en 1961), la RDA (membre de 1950 à 1990), la Mongolie (en 1962), Cuba (1972) et enfin le Viêt Nam (1978). La Yougoslavie, plus indépendante, n'est membre associé qu'à partir de 1964.
Les États communistes cultivent une certaine solidarité militaire. Le 14 mai 1955 est conclue une alliance militaire, le pacte de Varsovie, entre l'URSS et la république populaire d'Albanie, (qui quitte ensuite le pacte le 13 septembre 1968), la république populaire de Bulgarie, la république socialiste de Roumanie, la république populaire de Hongrie, la république populaire de Pologne, la République socialiste tchécoslovaque. La République démocratique allemande (RDA), rejoint le pacte en 1956. Ce pacte a pour but de contrebalancer la puissance militaire de l'Organisation du traité de l'Atlantique nord, alliance militaire organisée par les États-Unis et leurs alliés. L'Armée rouge soviétique développe une énorme quantité d'ogives nucléaires — la Russie actuelle est le pays disposant du plus grande nombre de têtes nucléaires, essentiellement produites sous l'URSS, alors que son budget militaire est très inférieur à celui des États-Unis.

#### Divisions au sein du monde communiste
Dès 1948, avec la rupture Tito-Staline, le Bloc de l'Est se fissure : la Yougoslavie de Tito se distingue dans les années suivantes par un modèle de gouvernance original, limitant le contrôle étatique sur l'économie et favorisant officiellement une forme d'autogestion des entreprises présentées comme un retour aux sources du marxisme. La Yougoslavie, tout en demeurant un régime à parti unique, devient le plus libéral des États communistes européens, et entretient d'excellentes relations avec les gouvernements d'Europe de l'Ouest. La Yougoslavie devient dans les années 1950 un membre fondateur du Mouvement des non-alignés. L'accusation de « titisme », dans les années suivant immédiatement la rupture de 1948, devient un prétexte pour les purges internes des régimes communistes européens. Dans les décennies qui suivent, la fédération de Yougoslavie connaît une série de réformes politiques, allant dans le sens d'une décentralisation de plus en plus prononcée, y compris au sein du Parti au pouvoir, la Ligue des communistes de Yougoslavie : celle-ci fonctionne en pratique comme une fédération de partis, chacun agissant comme le parti unique de sa propre république,.

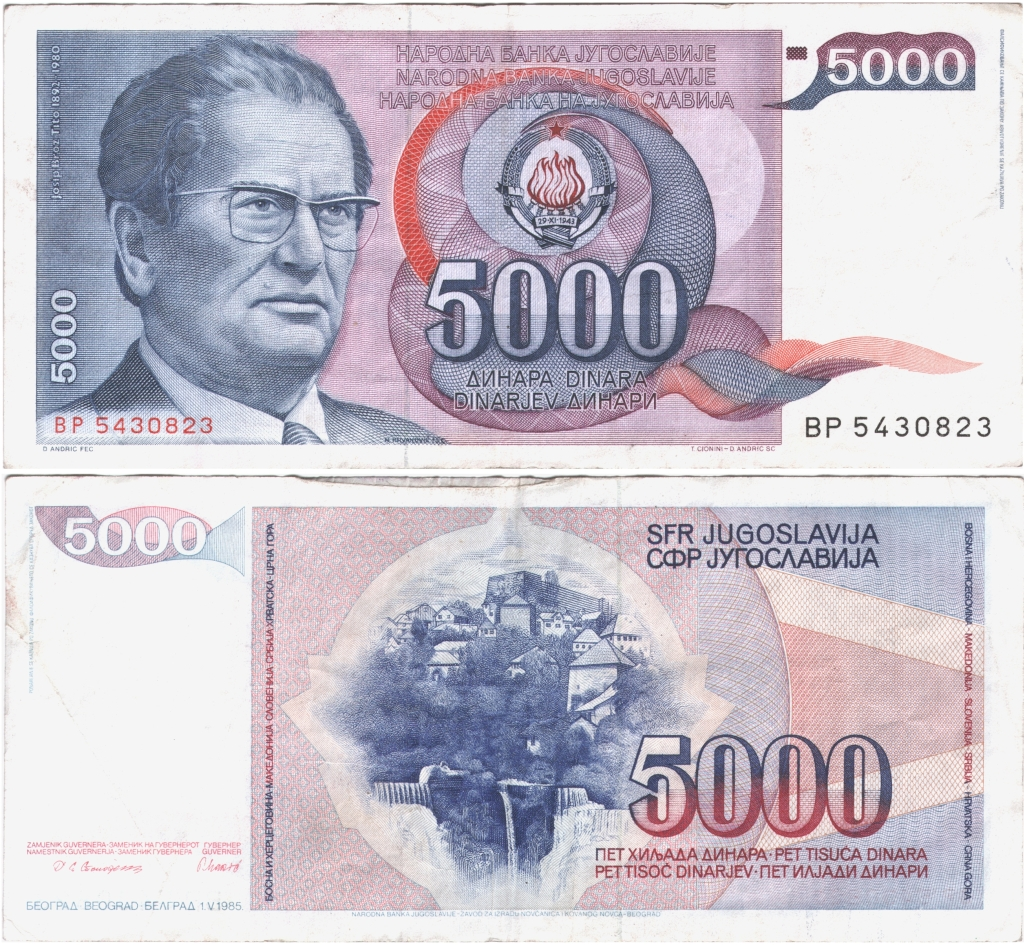
Billet de banque yougoslave à l'effigie du maréchal Tito.

Après la mort de Staline en 1953, et surtout la dénonciation d'une partie de ses crimes lors du XXe congrès du PCUS en 1956, les États communistes européens connaissent, dans le contexte de la déstalinisation, des évolutions sensibles, avec des remous parfois dramatiques. En 1955, lors d'une visite de Nikita Khrouchtchev à Belgrade, l'URSS se réconcilie avec la Yougoslavie. Néanmoins, bien que les deux pays renouent des liens d'amitié, Tito refuse une alliance entre le PCUS et la Ligue des communistes de Yougoslavie, limitant les relations soviéto-yougoslaves à celles entre les deux États et évitant toute subordination politique. En république populaire de Pologne, le soulèvement de Poznań aboutit en octobre 1956 au retour au pouvoir de Władysław Gomułka, dirigeant communiste attaché à la défense des intérêts nationaux polonais. L'insurrection de Budapest en république populaire de Hongrie, à laquelle se joint une partie des membres du Parti dont l'ancien Premier ministre Imre Nagy, entraîne l'intervention des troupes soviétiques, et une sévère répression; János Kádár, installé au pouvoir par l'URSS, obtient néanmoins une nette marge de manœuvre dans la conduite des affaires en Hongrie et introduit progressivement une série de mesures de libéralisation culturelle et économique. Le modèle hongrois, qui garantit au pays une relative prospérité au sein du Bloc de l'Est, est surnommé, selon une formule inventée par Nikita Khrouchtchev, le « socialisme du goulash ». Par ailleurs, les relations entre l'URSS et la Yougoslavie connaissent une nouvelle période de tensions à la suite de l'insurrection de Budapest : les rapports ne sont néanmoins pas interrompus, et la Yougoslavie, malgré son indépendance, conserve par la suite des liens relativement amicaux avec les autres pays communistes européens, à l'exception de la Bulgarie et de l'Albanie.
À partir de 1959, et les tensions politiques s'accroissent entre l'URSS et la république populaire de Chine : la rupture sino-soviétique constitue un nouveau « schisme » dans le monde communiste. Les relations diplomatiques entre la Chine et l'URSS demeurent exécrables dans les années suivantes, allant jusqu'à dégénérer en incidents frontaliers en 1969. La république populaire de Chine s'engage de son côté dans des expériences de gouvernement radicales : lancé en 1958, le Grand Bond en avant, tentative de collectivisation radicale du pays, se solde par un désastre et, dans la décennie suivante, la révolution culturelle, purge de l'appareil et de la société sous prétexte de retour aux sources révolutionnaires, souligne encore le caractère particulier du régime chinois, qui reste alors très isolé sur le plan diplomatique.
Parmi les « démocraties populaires » européennes, la république populaire d'Albanie choisit de rompre avec l'URSS et de se placer sous la protection de la Chine, dont elle constitue alors l'unique allié au sein du monde communiste. La Roumanie manifeste également son indépendance et, en 1963, le dirigeant roumain Gheorghe Gheorghiu-Dej obtient que l'URSS renonce à faire du COMECON une autorité supranationale. L'année suivante, il affirme la primauté des intérêts nationaux de la Roumanie, ce qui est considéré comme une « déclaration d'indépendance » de la Roumanie. Le pays demeure allié de l'URSS, mais développe de bonnes relations avec l'Ouest et, y compris sous le successeur de Gheorghiu-Dej Nicolae Ceaușescu, maintient une certaine indépendance dans ses options politiques. À partir des années 1970, la Roumanie se singularise en outre par le développement d'un culte de la personnalité de plus en plus marqué, et parfois délirant, autour de Ceaușescu. En 1978, l'Albanie rompt quant à elle avec la Chine et choisit de suivre un modèle autarcique, devenant le pays le plus isolé d'Europe.

#### Apogée et crises des régimes communistes

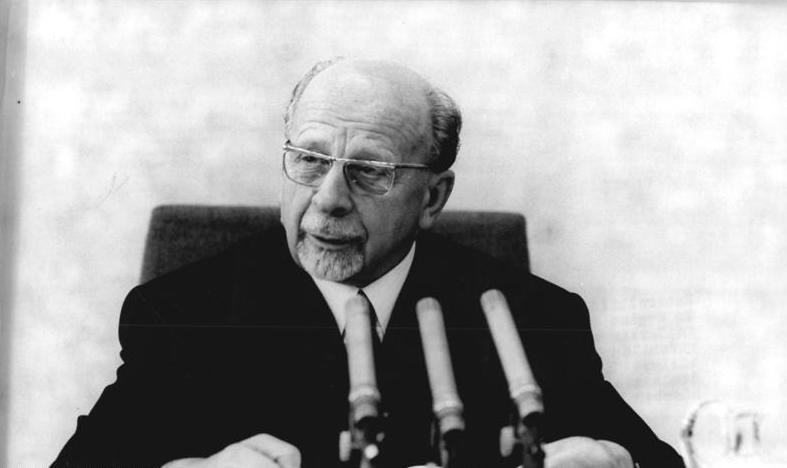
Walter Ulbricht, secrétaire général du Parti socialiste unifié d'Allemagne et président du Conseil d'État de la République démocratique allemande, en 1970.

Dans les années 1960, l'Union soviétique conserve une position largement dominante au sein des pays communistes, la Chine demeurant isolée. Nikita Khrouchtchev annonce en 1961 que l'URSS parviendra à l'horizon 1980 au stade du communisme intégral et du dépérissement de l'État, mais ses affirmations sont ensuite prudemment oubliées par l'appareil soviétique. Entre la fin des années 1950 et le début de la décennie suivante, tous les partis communistes au pouvoir en Europe de l'Est affirment être sur la voie du « socialisme développé », étape sur la voie du « communisme complet », sans que ces affirmations ne coïncident nécessairement avec une évolution du niveau de vie de leurs populations, mais plutôt avec un changement au sein de l'équipe dirigeante. En 1961, pour arrêter l'exode de ses citoyens vers l'Ouest, le gouvernement de la République démocratique allemande sépare Berlin-Est de Berlin-Ouest par un « mur de protection antifasciste », plus couramment appelé le mur de Berlin. Si l'exode des Allemands de l'Est est stoppé, l'effet en termes d'image politique est désastreux. Au cours de la décennie suivante, l'Allemagne de l'Est normalise cependant ses relations avec l'Allemagne de l'Ouest, dans le cadre de l'Ostpolitik du chancelier Willy Brandt : en décembre 1972, les deux États allemands se reconnaissent mutuellement par le Traité fondamental signé à Berlin-Est, qui permet également à la RDA d'accéder à une plus grande reconnaissance internationale.
En 1968, une nouvelle crise politique vient encore écorner l'image des pays du bloc de l'Est : en République socialiste tchécoslovaque, le Parti communiste tchécoslovaque dirigé par Alexander Dubček engage une série de réformes de libéralisation, connues sous le nom de Printemps de Prague. Sur décision du no 1 soviétique Léonid Brejnev, les troupes des pays du pacte de Varsovie — à l'exception de la république socialiste de Roumanie de Ceaușescu qui refuse de s'associer à l'opération — finissent par intervenir militairement pour mettre un terme au Printemps de Prague. Une doctrine de politique étrangère, dite doctrine Brejnev, est énoncée a posteriori pour justifier l'intervention, au nom de la défense des « principes du marxisme-léninisme et du socialisme », posant une limite claire à la souveraineté nationale des États communistes européens. Gustáv Husák remplace Dubček et préside à une période dite de « normalisation ». En 1970, c'est la république populaire de Pologne qui est secouée par des troubles, cette fois en grande partie motivés par des raisons économiques : des grèves ouvrières, motivées par l'augmentation des prix, entraînent la démission de Władysław Gomułka. Le successeur de ce dernier, Edward Gierek, multiplie les programmes d'aide sociale mais du fait de l'absence de réformes économiques, le mécontentement continue de croître en Pologne durant la décennie 1970.

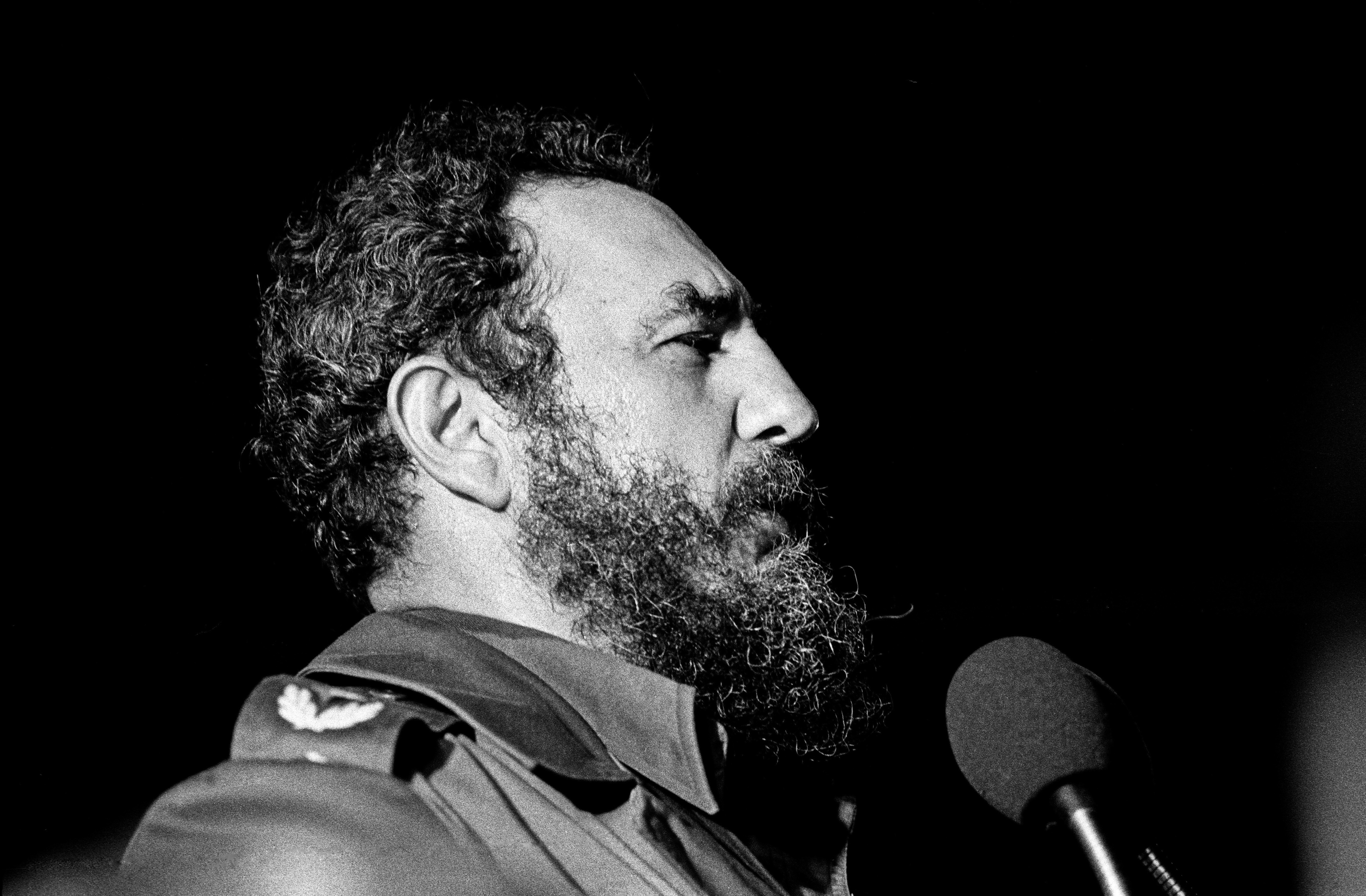
Fidel Castro en 1978.

Au cours des décennies 1960 et 1970, de nouveaux régimes communistes voient le jour à travers le monde. C'est en Amérique latine, à Cuba, que naît l'un des régimes les plus significatifs sur le plan historique : au début de 1959, la révolution cubaine porte au pouvoir Fidel Castro qui prend contact dès 1960 avec l'URSS pour se prémunir d'une invasion par les États-Unis. En 1961, après l'échec du débarquement de la baie des Cochons, le caractère « socialiste » de la révolution cubaine est officiellement affirmé. Un parti unique est créé, qui devient en 1965 le Parti communiste de Cuba. La présence d'un régime communiste dans les Caraïbes, à proximité des États-Unis, contribue à une tension diplomatique maximale, que porte à son paroxysme l'installation de missiles soviétiques à Cuba. La crise des missiles, en octobre 1962, fait craindre sur le moment le déclenchement d'une guerre nucléaire : elle se dénoue lorsque les Soviétiques retirent leur arsenal, les Américains s'engageant de leur côté à ne plus tenter de renverser Castro par la force. Dans les décennies suivantes, la CIA tente à plusieurs reprises d'assassiner Castro, lui-même affirmant avoir réchappé à 600 complots. À partir des années 1960, Cuba devient l'un des nouveaux centres de gravité du monde communiste ainsi qu'une source d'inspiration pour de nombreux mouvements de guérilla sud-américains; le régime de Castro s'affirme au niveau international par ses prises de position tiers-mondistes et son rôle dans la fondation de la Conférence tricontinentale, mais aussi par ses interventions dans les années 1970 dans des conflits africains comme la guerre civile angolaise et la guerre de l'Ogaden. Membre du Mouvement des non-alignés, Cuba y plaide néanmoins dans les années 1970 l'alliance avec les pays « socialistes » au sein d'un « front anti-impérialiste ». Cuba, devenue en 1972 membre du COMECON, entretient avec l'URSS une alliance tantôt directe, tantôt exprimée sous le couvert du non-alignement.

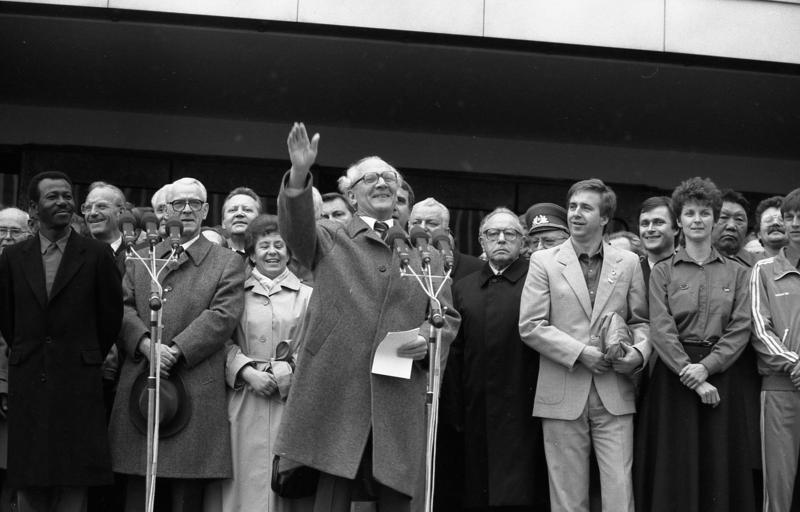
Mengistu Haile Mariam, Willi Stoph, Erich Honecker et Erich Mielke au congrès du Parti socialiste unifié d'Allemagne, en RDA, en 1986.

Armoiries de la République populaire du Congo.

En 1967, la république démocratique populaire du Yémen (ou Sud Yémen) devient le premier régime marxiste-léniniste de la péninsule Arabique. En 1969, en Somalie, la prise de pouvoir par Siad Barre amène à la proclamation de la République démocratique somalie, régime qui tente dès sa création de concilier de manière atypique le marxisme-léninisme avec les valeurs de l'islam pour respecter certaines structures sociales et culturelles somaliennes. Au Congo-Brazzaville, Alphonse Massamba-Débat, président depuis 1963, met en place un régime de parti unique et se rapproche des pays communistes, mais c'est son renversement en 1968 qui aboutit l'année suivante à la proclamation, par son adversaire politique Marien Ngouabi, d'un régime explicitement marxiste-léniniste, la république populaire du Congo. En 1974, c'est en Éthiopie que la junte du Derg, ayant renversé la monarchie, établit un régime militaire, le Gouvernement militaire provisoire de l'Éthiopie socialiste. Soutenu par l'URSS, le gouvernement éthiopien de Mengistu Haile Mariam, tout en se proclamant « socialiste » met des années à constituer selon les vœux des Soviétiques un parti unique, puis une république officiellement marxiste-léniniste : le Parti des travailleurs d'Éthiopie n'est fondé qu'en 1984, dix ans après la révolution, et la république démocratique populaire d'Éthiopie attend 1987 pour voir officiellement le jour en tant que régime civil. Toujours en 1974, Mathieu Kérékou, président de la république du Dahomey, proclame l'adhésion de son gouvernement au marxisme-léninisme, rebaptisant l'année suivante le pays du nom de république populaire du Bénin. La désagrégation de l'empire colonial portugais aboutit à la naissance sur le continent africain d'autres régimes communistes : en 1975, la république populaire du Mozambique et la république populaire d'Angola naissent à quelques mois d'intervalle lors de la conquête de leurs indépendances. La république démocratique de Madagascar, dirigée par Didier Ratsiraka et proclamée en 1975 et multiplie les références au régimes communistes : la tentative d'instituer un véritable parti unique n'est pas concluante, mais le régime malgache est classé comme communiste de par l'adoption d'un « socialisme » d'inspiration nettement marxiste-léniniste et censément immuable. Le classement des États africains se réclamant du marxisme-léninisme pose par ailleurs un problème à l'URSS qui, tout en les soutenant et en appréciant leurs efforts pour se rapprocher du modèle soviétique, préfère les considérer comme des États « d'orientation socialiste ». L'historien britannique Archie Brown met d'ailleurs en doute leur classification en tant qu'États réellement communistes : les Soviétiques incluent dans la liste des pays d'orientation socialiste l'Angola, le Mozambique, Madagascar, l'Éthiopie, le Bénin, le Congo-Brazzaville, mais aussi la Guinée (jusqu'en 1984, sous la présidence de Ahmed Sékou Touré), la Guinée-Bissau, le Cap-Vert, l'Algérie, Sao Tomé-et-Principe et la Tanzanie. L'historien britannique David Priestland fait quant à lui la différence entre les États inspirés du marxisme-léninisme et ceux, comme l'Algérie, la Guinée, le Cap Vert, la Guinée-Buissau, la Tanzanie, la Zambie, Sao Tomé-et-Principe et les Seychelles, qui « professent certaines formes de socialisme ». La guerre de l'Ogaden, opposant la Somalie de Siad Barre et le Derg de Mengistu, amène à une rupture entre l'URSS et la Somalie en novembre 1977 : tout en demeurant un régime à parti unique d'orientation officiellement marxiste-léniniste, la Somalie se tourne désormais vers une alliance avec les États-Unis.
C'est en Asie du Sud-Est que le nombre de régimes communistes connait en 1975 la progression la plus rapide et notoire, avec la fin de la guerre du Viêt Nam, dont la guerre civile laotienne et la guerre civile cambodgienne constituent des théâtres d'opération annexes. En 1975, après le retrait des troupes américaines, le Nord Viêt Nam et ses alliés du Viêt Cong remportent la victoire sur le Sud Viêt Nam : l'année suivante, la république démocratique du Viêt Nam et le gouvernement révolutionnaire provisoire du Sud fusionnent, réunifiant le pays au sein de la république socialiste du Viêt Nam. Le Parti des travailleurs du Viêt Nam, devenu parti unique, prend le nom de Parti communiste vietnamien. Au Royaume du Laos, les communistes du Pathet Lao, qui ont intégré en 1973 un gouvernement de coalition, prennent le pouvoir en 1975 : le Parti révolutionnaire populaire lao, organe de direction clandestin du Pathet Lao, s'affiche désormais ouvertement et devient, après l'abolition de la monarchie, le parti unique du nouveau régime de la République démocratique populaire lao. Dans le même temps, au Cambodge, les Khmers rouges remportent la victoire au terme de la guerre civile contre le gouvernement de la République khmère : ils établissent un nouveau régime, particulièrement radical et singulier dans sa pratique politique, qui prend au début 1976 le nom de Kampuchéa démocratique et se distingue notamment par son caractère extrêmement meurtrier. Si le Viêt Nam, soutenu par l'URSS, se pose d'emblée en puissance dominante de la région en signant un traité d'alliance avec le Laos, le Cambodge des Khmers rouges, allié à la république populaire de Chine, se montre d'emblée hostile au régime vietnamien. La rivalité sino-soviétique au sein du monde communiste se déroule en Asie du Sud-Est par États interposés : à la fin 1978, le Viêt Nam envahit le Cambodge et chasse les Khmers rouges du pouvoir, installant le nouveau régime de la république populaire du Kampuchéa. Ce conflit entre pays communistes est suivi d'un autre, lorsque la Chine attaque le Viêt Nam pour le punir de son action contre les Khmers rouges. Dans la décennie suivante, le Cambodge est le théâtre d'un conflit prolongé : le Kampuchéa démocratique, soutenu par la Chine avec l'assentiment des États-Unis, demeure le seul gouvernement cambodgien reconnu par l'ONU tandis que le Viêt Nam, l'URSS et leurs alliés soutiennent le république populaire du Kampuchéa.
En Asie centrale, la mise en place du régime de la république démocratique d'Afghanistan par le parti démocratique populaire d'Afghanistan, et l'état de guerre civile qui en découle, entraîne en 1979 l'intervention militaire de l'URSS, qui se trouve par là entraînée dans dix ans de conflit. Le régime communiste afghan demeure dépendant de l'aide militaire soviétique, et le conflit afghan s'avère bientôt impopulaire au sein de la société soviétique.
Dans les années 1970, la république populaire de Chine sort de son isolement : en 1971, elle récupère le siège de la Chine à l'ONU jusque-là occupé par Taïwan. La rencontre entre Richard Nixon et Mao Zedong en 1972 marque une étape décisive dans les relations entre la Chine et les États-Unis. À partir de 1978, dans la foulée de la politique dite des Quatre modernisations, Deng Xiaoping engage la Chine sur la voie de la libéralisation économique.
En Amérique latine, Cuba demeure le seul régime proprement communiste. Au Nicaragua, le Front sandiniste de libération nationale, d'inspiration marxiste (Fidel Castro et Mao Zedong, mais aussi la théologie de la libération, figurent parmi ses références politiques très éclectiques et avant tout tiers-mondistes), arrive au pouvoir en 1979 par le biais d'une révolution, mais ne met pas en place de régime à parti unique, se positionnant comme porteur d'un nouveau modèle politique « créatif ». Les sandinistes sont néanmoins amenés par l'hostilité des États-Unis à chercher l'aide de l'URSS. À la Grenade, à la suite d'un coup d'État en 1979 du New Jewel Movement, la constitution est suspendue et un Gouvernement révolutionnaire du peuple (PRG) est proclamé. Le PRG reçoit bientôt le soutien de Cuba, puis de l'URSS, mais le régime de la Grenade est cependant éphémère : le premier ministre Maurice Bishop est renversé et tué en 1983 par la faction radicale de son gouvernement, la situation chaotique du pays amenant à l'invasion de la Grenade par les États-Unis et plusieurs pays des Caraïbes.

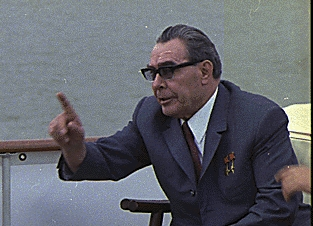
Léonid Brejnev en 1973.

En 1975, la signature des accords d'Helsinki est considéré par beaucoup comme une victoire pour la diplomatie soviétique, en ce qu'elle entérine la réorganisation territoriale et politique en Europe après la Seconde Guerre mondiale, ce qui équivaut à une acceptation de l'existence du bloc de l'Est. Les accords ont néanmoins d'importantes conséquences à moyens termes : ils reconnaissent en effet une possibilité d'évolution aux frontières des pays européens, et contiennent des engagements en matière de droits de l'homme qui, s'ils ne garantissent pas la démocratie au sein du bloc communiste, constituent un encouragement et un appel d'air pour l'opposition en Europe de l'Est.
À partir des années 1970, les régimes communistes européens, ainsi que ceux du Tiers-Monde, subissent les effets de la récession économique mondiale. L'augmentation de la dette publique conduit notamment à des situations économiques désastreuses en Pologne, en Roumanie et en Yougoslavie. En république populaire de Pologne, le mécontentement populaire particulièrement vif mène en 1980 à la création du syndicat Solidarność, qui fédère bientôt un vaste mouvement social contre le gouvernement. Le général Wojciech Jaruzelski, appelé au pouvoir pour restaurer l'ordre, et souhaitant éviter une intervention de l'Armée rouge, accède à la requête de l'URSS en décrétant la loi martiale, la période d'État de siège durant officiellement jusqu'en 1983. En 1985, Mikhaïl Gorbatchev devient secrétaire général du Parti communiste de l'Union soviétique : il entreprend de rechercher la détente avec l'Occident et de réformer le système soviétique dans le but initial de le préserver. Le mouvement dit de la Perestroïka est conçu comme une campagne morale et culturelle destinée à transformer de l'intérieur l'État soviétique en combattant les mentalités « staliniennes » et « bureaucratiques ».

### Depuis la dislocation de l'URSS

#### Chute de la majorité des régimes communistes entre 1989 et 1992

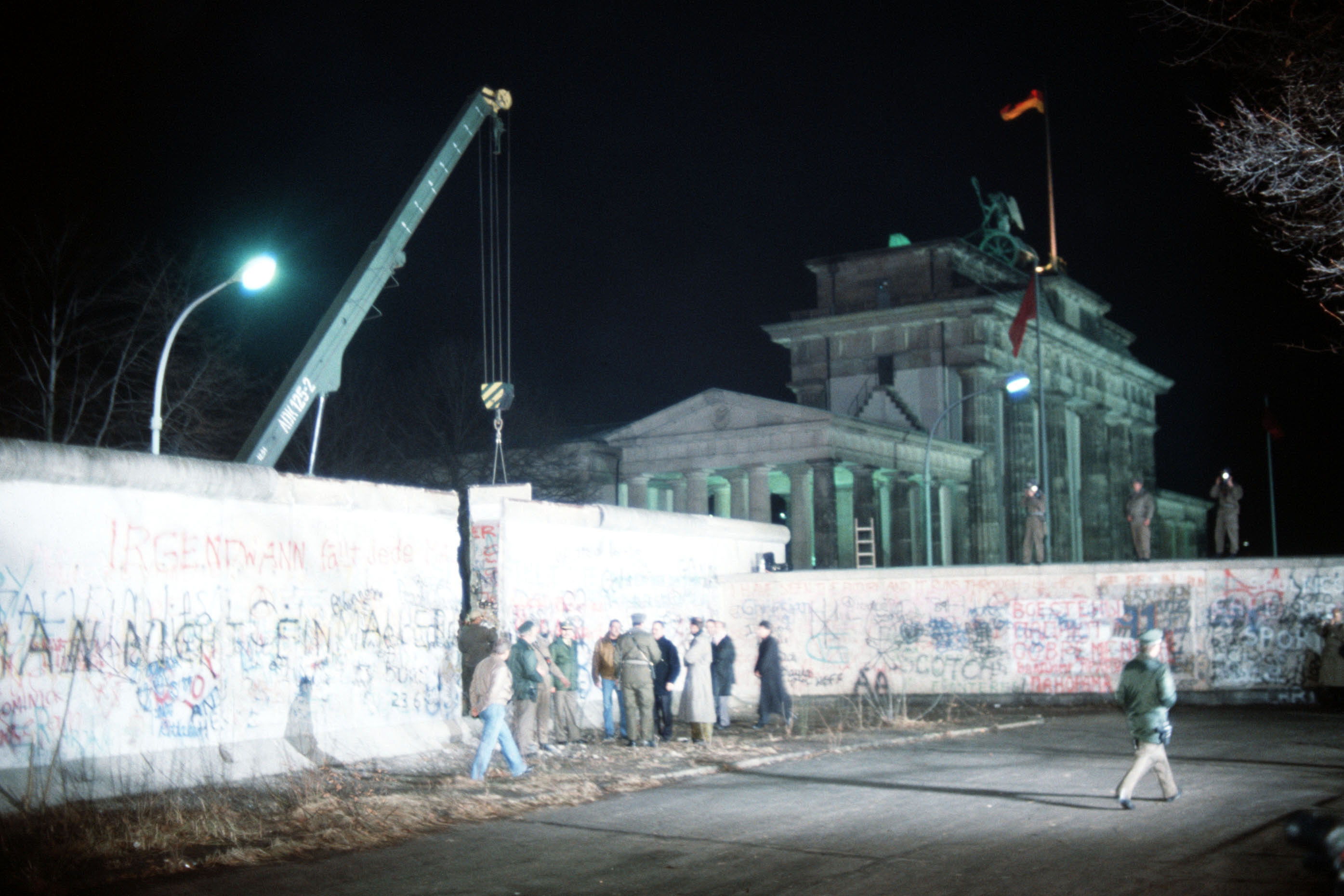
Démantèlement du mur de Berlin en décembre 1989.

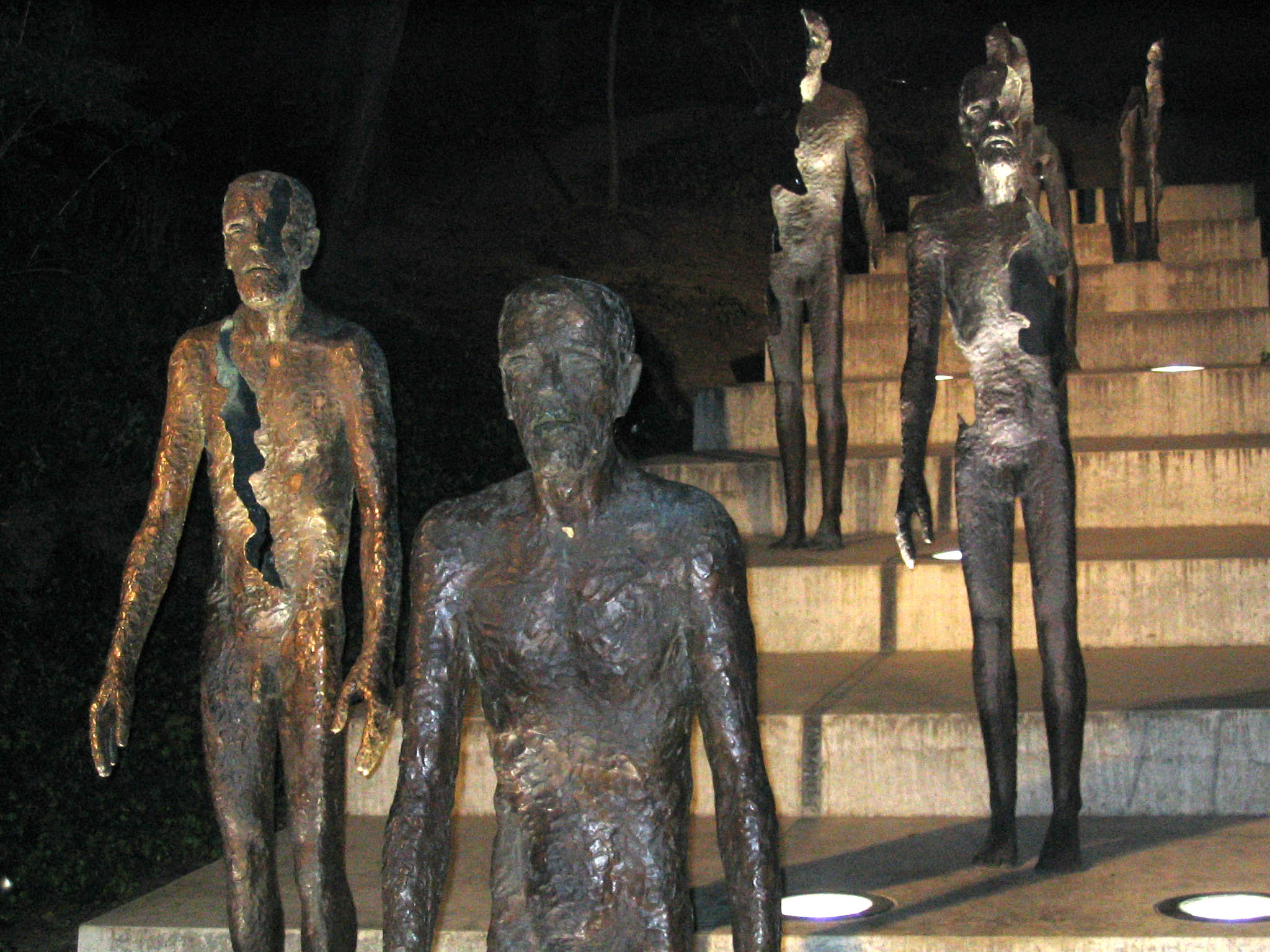
Mémorial des victimes du régime communiste, rue Újezd, Malá Strana, Prague.

À la fin des années 1980, le mouvement de libéralisation lancé par les réformes de Gorbatchev touche l'ensemble des sociétés d'Europe de l'Est. Le dirigeant soviétique désirant également cesser de soutenir des conflits armés à l'étranger amène également à un retrait planifié d'Afghanistan, ainsi qu'à l'arrêt du soutien à l'occupation vietnamienne du Cambodge. Parmi les dirigeants communistes d'Europe de l'Est, János Kádár est mis à la retraite et Gustáv Husák amené à céder la direction du Parti tout en demeurant chef de l'État. En Pologne, le gouvernement entame dès le début de 1989 des pourparlers avec l'opposition. La chute des régimes communistes en Europe, entamée en 1989 et accélérée à la fin de cette même année, entraîne la fin de l'ensemble des régimes du Bloc de l'Est, tandis que l'Albanie et la Yougoslavie tournent également la page du communisme, de manière bien plus dramatique pour cette dernière. L'appareil des partis communistes joue également un rôle-clé dans la chute des régimes, les réformateurs poussant à l'abandon du marxisme-léninisme et à l'adoption du multipartisme. La montée de la contestation en Allemagne de l'Est accompagne la déliquescence du régime, accélérée encore par l'ouverture des frontières hongroises qui permet le passage des Est-allemands. La chute du mur de Berlin, la révolution de velours en Tchécoslovaquie, et la révolution roumaine qui voit l'exécution sommaire de Nicolae Ceaușescu comptent parmi les épisodes les plus saillants de la fin des régimes communistes européens. L'Allemagne de l'Est disparaît en tant qu'État lors de la réunification allemande d'octobre 1990. En Yougoslavie, où les revendications nationales n'ont cessé de s'intensifier au cours de la décennie, la disparition de fait de la Ligue des communistes de Yougoslavie et de l'autorité centrale marque le début d'une série de guerres civiles parmi les anciennes républiques de la fédération.
En Union soviétique, le putsch de l'été 1991 par lequel un groupe de communistes conservateurs tente de mettre un terme aux réformes en destituant Gorbatchev, obtient un résultat diamétralement inverse à celui escompté : son échec est suivi de l'interdiction du Parti communiste par Boris Eltsine, devenu président de la Russie, puis quelques mois plus tard par la dissolution de l'URSS.
En Asie, les troupes vietnamiennes se retirent en 1989 du Cambodge après la fin du soutien soviétique : deux ans plus tard, le processus de paix au Cambodge s'accompagne de l'abandon, par le gouvernement en place à Phnom Penh, du marxisme-léninisme et du système de parti unique. La monarchie est restaurée au Cambodge en 1993. En 1990, le Sud Yémen effectue sa réunification avec le Nord Yémen, mais tente, quatre ans plus tard, de reprendre son indépendance lors d'une guerre civile qui s'achève par la victoire des hommes de l'ancien régime nordiste. En République populaire mongole, le Parti révolutionnaire du peuple mongol organise en 1992 les premières élections libres, qu'il remporte largement faute d'une opposition suffisamment organisée : une nouvelle constitution est ensuite adoptée, le pays renonçant au communisme et passant à l'économie de marché. Le régime de la république démocratique d'Afghanistan parvient, malgré le retrait des troupes soviétiques, à se maintenir au pouvoir jusqu'en 1992, date à laquelle il est défait militairement par les moudjahidines.
En Afrique, la gravité des situations économiques, l'arrêt de l'aide soviétique, et souvent l'évolution de conflits militaires, amènent à la chute des régimes communistes locaux. Des « conférences nationales », dans la lignée de celles se déroulant alors dans une grande partie des pays de l'Afrique subsaharienne, sont organisées en 1990 et 1992 au Bénin et au Congo-Brazzaville, les régimes acceptant l'abandon du marxisme-léninisme et la tenue d'élections libres. En Somalie et en Éthiopie, les dirigeants en place sont chassés par des guerres civiles, le conflit somalien amenant par ailleurs à une désagrégation quasi totale des structures étatiques dans ce pays. De longues guerres civiles amènent également, en Angola et au Mozambique, à l'abandon du marxisme-léninisme et du système de parti unique dans le cadre des processus de paix. À Madagascar, le pouvoir négocie une transition politique avec l'opposition, et l'adoption d'une nouvelle constitution. Les autres pays « d'orientation socialiste » adoptent également le multipartisme et les élections libres.

#### Les gouvernements«post-communistes»

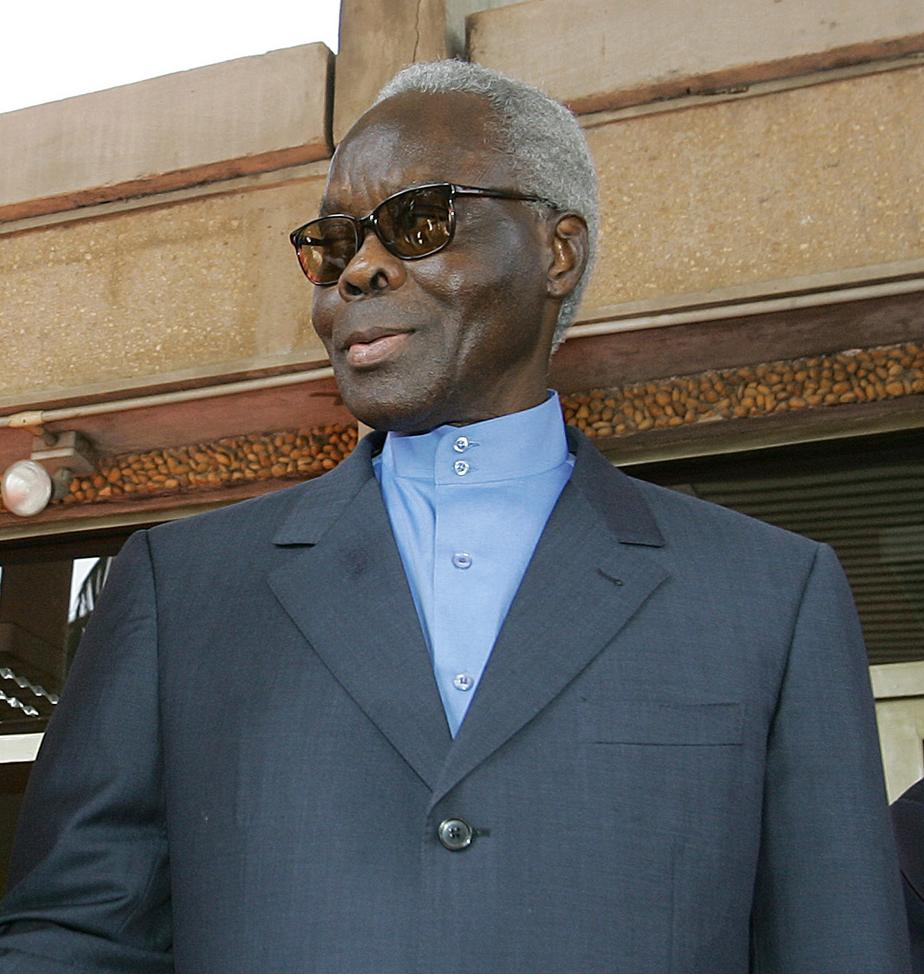
Mathieu Kérékou, président de la république populaire du Bénin de 1975 à 1990, a été réélu démocratiquement président du Bénin en 1996, et l'est demeuré jusqu'en 2006.

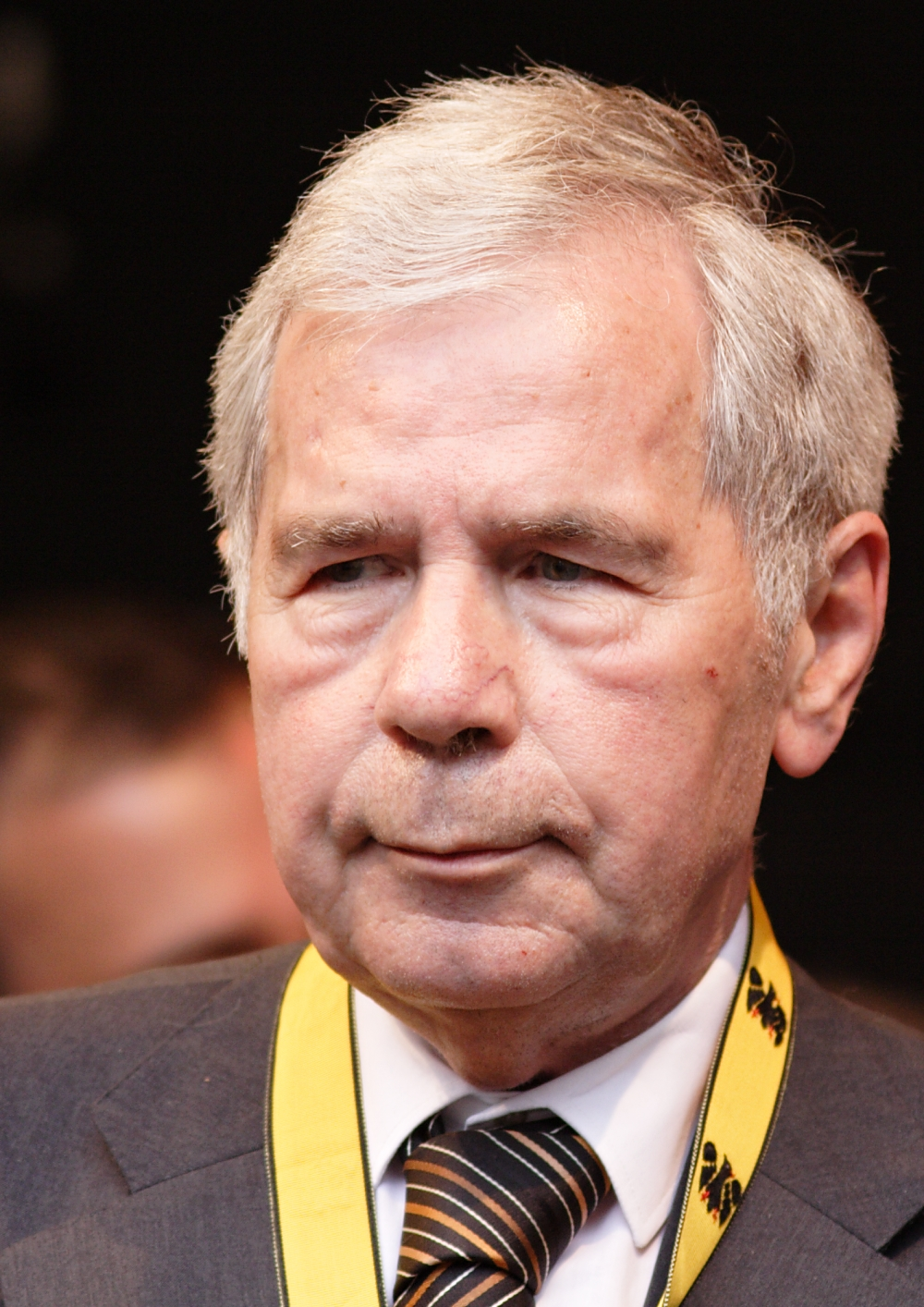
Gyula Horn, dernier ministre des Affaires étrangères (1989-1990) de la république populaire de Hongrie et acteur de la fin du régime communiste, a été chef du gouvernement de la Hongrie de 1994 à 1998.

Plusieurs anciens dirigeants d'États communistes sont revenus au pouvoir, ou s'y sont maintenus, après l'abandon de leur idéologie officielle. Dans les pays de l'ex-URSS, une grande partie des cadres et dirigeants politiques sont issus de l'ancien appareil soviétique. Parmi les anciennes républiques socialistes soviétiques, la Moldavie est cependant la seule où un parti demeuré officiellement communiste, le Parti des communistes de la république de Moldavie, est revenu au gouvernement en 2001 par le biais d'élections libres. Malgré la présence au gouvernement d'un parti se réclamant toujours officiellement du léninisme, la Moldavie a continué d'évoluer vers l'économie de marché et de pratiquer le pluralisme politique. L'impasse politique consécutive aux élections législatives d'avril 2009, dénoncées comme truquées par l'opposition après la victoire des communistes, a conduit à la tenue d'un nouveau scrutin en juillet de la même année : le PC moldave, battu lors de ces nouvelles élections, a alors dû quitter le pouvoir,.
Dans plusieurs pays d'Europe de l'Est, comme en Hongrie, en Pologne, en Roumanie ou en Bulgarie, les anciens partis communistes, devenus des partis socialistes, sont à plusieurs reprises revenus au pouvoir en gagnant des élections libres. Ils ont ensuite quitté le pouvoir lors de défaites électorales, jouant avec leurs adversaires le jeu de l'alternance politique et ne montrant aucune velléité de restauration de l'ancien régime communiste, nombre des anciens cadres communistes ayant activement participé à la fin des régimes du bloc de l'Est et à la mue démocratique de leurs partis.
En Angola et au Mozambique, le MPLA et le FRELIMO ont conservé le pouvoir à l'issue d'élections libres, après leur renoncement au marxisme-léninisme. Au Bénin, après avoir perdu les premières élections libres, Mathieu Kérékou est revenu au pouvoir par les urnes. Au Congo-Brazzaville, Denis Sassou-Nguesso est lui aussi revenu au pouvoir, mais à l'issue d'une guerre civile en 1997. Dans tous les cas, aucune de ces situations ne s'est traduite par un retour au système de parti unique et à l'idéologie marxiste-léniniste. À Madagascar, Didier Ratsiraka, demeuré chef de l'État durant la transition et passé du « socialisme à la malgache » à l'« humanisme écologique », perd les élections de 1993, mais revient au pouvoir démocratiquement en 1997, pour finalement quitter le pouvoir à la suite de la violente crise politique consécutive aux élections présidentielles de 2002.
Au Cambodge, Hun Sen, devenu en 1985 Premier ministre de la république populaire du Kampuchéa, est demeuré au gouvernement après la restauration de la monarchie. Le Parti du peuple cambodgien (PPC), ancien parti unique du régime communiste sous le nom de Parti révolutionnaire du peuple du Kampuchéa) a d'abord partagé le pouvoir avec le parti royaliste FUNCINPEC, puis l'a réduit au rang de parti supplétif après la crise de 1997. Les élections ont ensuite conforté la domination du PPC. Converti à l'économie de marché, le Cambodge a rejoint l'OMC en 2004.

#### Les régimes communistes aujourd'hui
Après la chute des régimes communistes à travers le monde, cinq États demeurent aujourd'hui gouvernés, selon un système de parti unique, par un parti identifié comme communiste, leurs modes de gouvernement et leurs situations géopolitiques étant par ailleurs très hétérogènes : la république populaire de Chine, la Corée du Nord, Cuba, le Viêt Nam et le Laos.

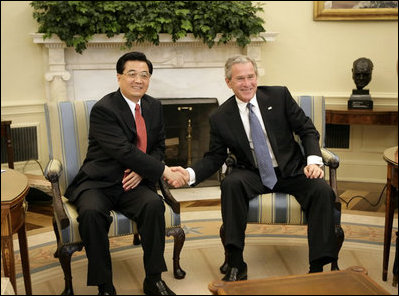
Hu Jintao, président de la république populaire de Chine et Secrétaire général du Parti communiste chinois, avec le président des États-Unis George W. Bush, en 2008.

La Chine, toujours gouvernée par le Parti communiste chinois, s'est ouverte à l'économie de marché en 1978 avec la réforme économique chinoise initiée par Deng Xiaoping. Si la Constitution chinoise de 1982 continue de se réclamer du communisme, du socialisme, du marxisme-léninisme et de la pensée Mao Zedong, elle se réfère également à l'économie socialiste de marché et seuls les aspects totalitaire du régime communiste ont été conservés, la portée idéologique du communisme officiel étant réduite à la portion congrue, et très éloignée de toute recherche d'une société sans classes,. Les réformes économiques ont contribué à transformer la société chinoise et à faire du pays un acteur clé de l'économie et de la politique internationales. La république populaire de Chine est généralement considérée comme évoluant vers un statut de superpuissance.

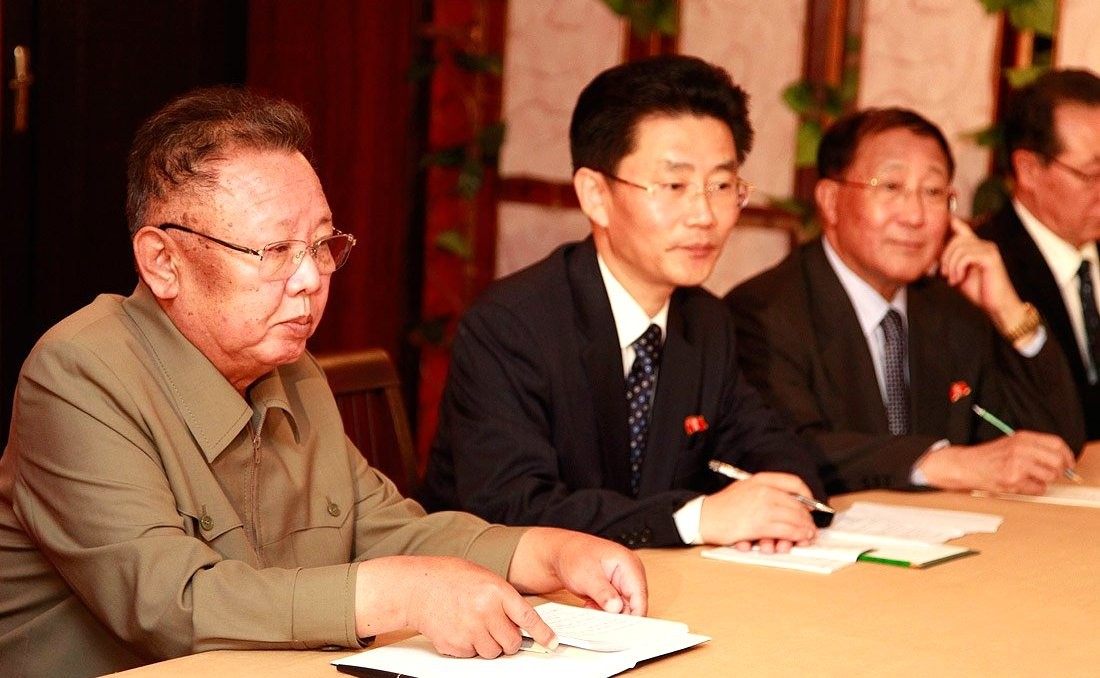
Kim Jong-il, président du Comité de la défense nationale de la Corée du Nord et Secrétaire général du Parti du travail de Corée, lors d'une visite en Russie en 2011.

La Corée du Nord s'est maintenue de manière largement autarcique, entretenant une société isolée et militarisée et un régime généralement décrit comme totalitaire et stalinien, qui se distingue également sur le plan idéologique : dès 1955, Kim Il-sung a conçu sa propre doctrine, le juche, aujourd'hui présenté comme issu du marxisme-léninisme mais l'ayant transcendé. Le régime nord-coréen, soutenu par la république populaire de Chine dont il est un allié régional, se maintient également grâce au fort développement de ses capacités militaires. Le pays continue de se réclamer de sa propre version du « socialisme », mais les références au communisme et au marxisme-léninisme ont été retirées de la constitution nord-coréenne, au profit de l'idéologie strictement coréenne du juche.
Le régime communiste de Cuba, bien que souffrant de l'embargo économique de la part des États-Unis et de l'arrêt de l'aide soviétique, s'est maintenu, l'embargo américain lui fournissant même des arguments de propagande et contribuant à radicaliser son leadership. Fidel Castro est demeuré chef de l'État jusqu'en 2008, date à laquelle il a, pour raison de santé, passé la main à son frère Raúl Castro, qui lui a également succédé en 2011 à la tête du Parti communiste de Cuba. Si les références politiques cubaines demeurent inchangées, la situation du pays évolue. En 2011, Cuba amorce une libéralisation économique : alors que son économie est contrôlée à 90 % par l'État, le gouvernement cubain annonce plusieurs réformes économiques libérales afin de dynamiser l'économie de l'île, à bout de souffle. Un million d'emplois publics seront par exemple supprimés et des terres possédées par l'État seront données à des agriculteurs privés afin d'augmenter la production de nourriture locale et de diminuer les importations alimentaires.

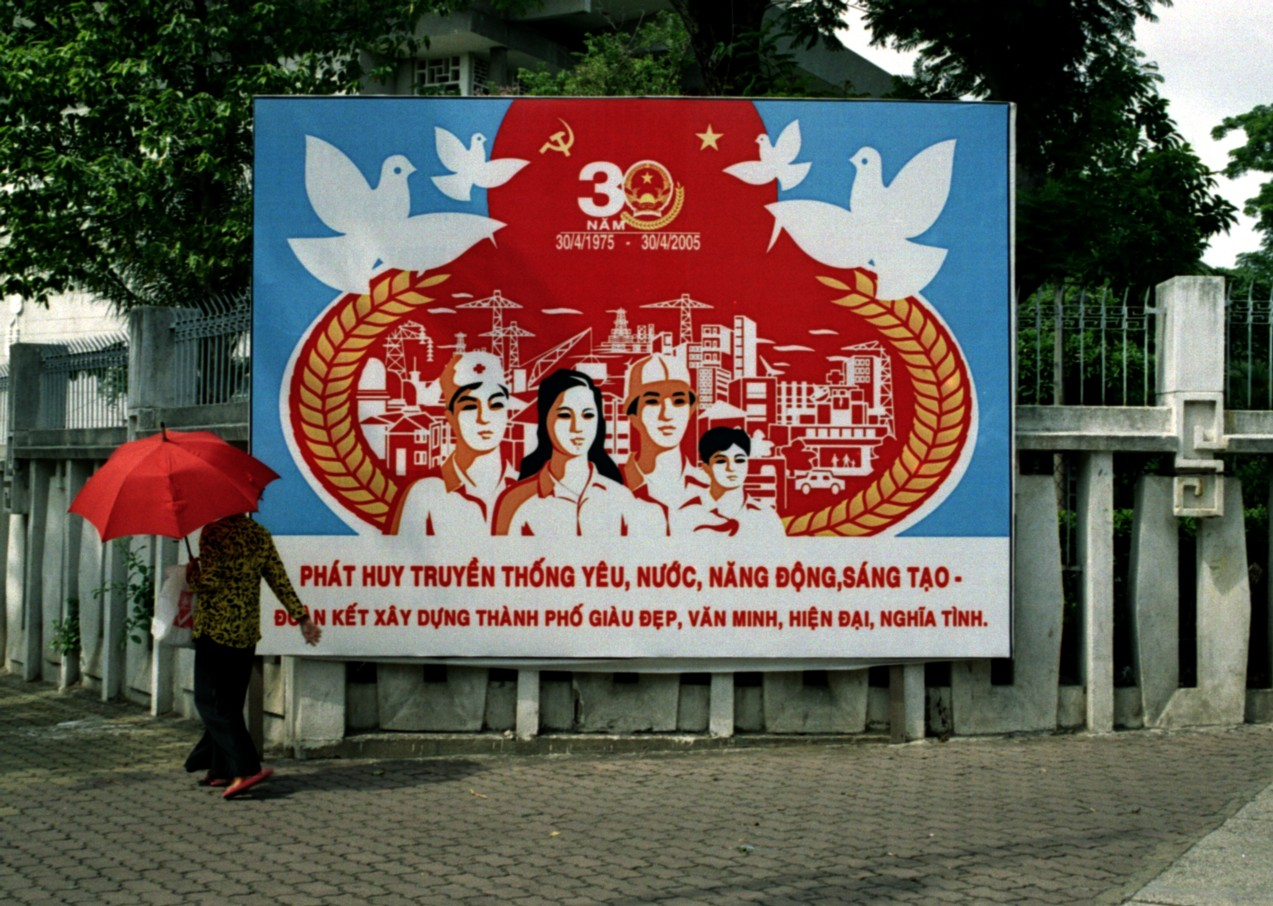
Affiche de propagande du Parti communiste vietnamien.

Le Viêt Nam, dont le Parti communiste vietnamien demeure parti unique, a lancé en 1986 une série de réformes économiques connues sous le nom de Đổi mới, autorisant et encourageant l'économie de marché. La constitution de 1992 a entériné la reconnaissance et la garantie par l'État de la propriété privée. Le Viêt Nam a amélioré de manière notable sa situation économique, connaissant dans les années 1990 un taux de croissance remarquable. Si le Viêt Nam continue de se réclamer officiellement du marxisme-léninisme, le discours politique communiste est souvent analysé comme un élément relevant moins de l'idéologie que de l'outil de légitimation historique, progressivement assimilé à un élément de folklore national. La Bourse d'Hô-Chi-Minh-Ville a été ouverte en 2000 et le pays est désormais jugé attractif sur le long terme par les investisseurs étrangers.
Le Laos, toujours gouverné par le Parti révolutionnaire populaire lao, s'est également, à partir de 1986, engagé sur la voie de réformes économiques, et a normalisé ses relations avec ses voisins. Le pays s'est engagé sur la voie de l'économie de marché et a ouvert la Bourse de Vientiane en 2011.
Par ailleurs, si les pays qui formaient jusqu'en 1991 le bloc soviétique ne sont plus officiellement communistes, le philosophe politique Pierre Manent souligne que « presque tous ces États sont gouvernés, souvent très peu démocratiquement, par d'anciens responsables du Parti communiste ou du KGB. Autrement dit, si ces pays ne sont plus communistes dans la mesure où ils ne prétendent plus "construire" l'utopie communiste, ils restent très largement gouvernés par l'ancienne élite communiste, ou nomenklatura. C'était encore le cas jusqu'à la fin de l'an 2000 en Serbie, c'est-à-dire en Europe même ».

## Liste des États communistes

### États communistes actuels
Les États suivants sont des États à parti unique dans lesquels les institutions du parti communiste au pouvoir et de l’État sont devenues étroitement liées. Ce sont officiellement des adeptes du marxisme-léninisme.

#### Amérique
- République de Cuba, depuis 1959 (sur le plan économique, passé à l'économie de marché en 2011, tout en gardant comme parti unique de gouvernement le Parti communiste cubain)

#### Asie
- République populaire de Chine, depuis 1949 (sur le plan économique, passé à l'économie de marché en 1978 avec la réforme économique chinoise, tout en gardant comme Parti unique de gouvernement le Parti communiste chinois)
- République populaire démocratique de Corée, depuis 1948 (En 1992, une révision constitutionnelle supprime les références au marxisme-léninisme, mais conserve les références au communisme et au socialisme. En 2009, une autre révision constitutionnelle supprime les références au communisme, mais conserve les références au socialisme. Lors du huitième congrès du Parti du travail de Corée en 2021, les références au communisme et au marxisme-léninisme sont réintroduites au sein du Parti du travail de Corée[106],[107],[108],[109])
- République socialiste du Viêt Nam, depuis 1945 au Nord et depuis 1975 au Sud, avec une réunification en 1976 (sur le plan économique, passé à l'économie de marché en 1986 avec le Đổi mới, tout en gardant comme Parti unique de gouvernement le Parti communiste vietnamien)
- République démocratique populaire lao, depuis 1975 (sur le plan économique, passé à l'économie de marché en 1986, tout en gardant comme Parti unique de gouvernement le Parti révolutionnaire populaire lao)

### Anciens États communistes

#### Afrique
- République populaire de Zanzibar, en 1964
- Conseil national de la révolution, entre 1984 et 1987
- République populaire du Bénin, entre 1975 et 1990
- République populaire du Mozambique, entre 1975 et 1990
- République démocratique somalie, entre 1969 et 1991
- République démocratique populaire d'Éthiopie, entre 1987 et 1991 ( Derg, junte militaire alignée sur l'URSS entre 1974 et 1987)
- République populaire du Congo (Congo-Brazzaville), entre 1969 et 1992
- République démocratique de Madagascar, entre 1975 et 1992
- République populaire d'Angola, entre 1975 et 1992

#### Amérique
- République de Marquetalia, entre 1958 et 1964
- Gouvernement révolutionnaire populaire de la Grenade, entre 1979 et 1983
- République socialiste du Chili, pendant 12 jours, du 4 au 16 juin 1932

#### Asie
- RSFS de Russie à partir de 1917, puis  Union soviétique entre 1922 et 1991
- République soviétique du Mughan (en), en 1919
- République soviétique de Boukhara, en 1920-1924
- République soviétique populaire du Khorezm, en 1920-1923
- République socialiste soviétique perse, entre 1920 et 1921
- République soviétique d'Extrême-Orient, entre 1920 et 1922
- République populaire mongole, entre 1924 et 1992
- République populaire de Tannou-Touva, entre 1921 et 1944 (absorbée ensuite par l'URSS)
- République soviétique chinoise, entre 1931 et 1937 (malgré la dissolution officielle, les communistes chinois conservent le contrôle d'une grande partie de leurs territoires jusqu'en 1949, lorsqu'ils prennent le contrôle de l'ensemble de la Chine à l'exception de Taïwan)
- Azerbaïdjan soviétique iranien, entre 1945 et 1946
- Kurdistan soviétique iranien, en 1946
- République démocratique du Viêt Nam, entre 1954 et 1976 (fusionne ensuite avec le  Gouvernement révolutionnaire provisoire du Sud Viêt Nam pour donner le Viêt Nam actuel)
- République démocratique populaire du Yémen, entre 1967 et 1990 et république démocratique du Yémen, en 1994
- République démocratique d'Afghanistan, entre 1978 et 1992 (nom entre 1987 et 1992 : république d'Afghanistan)
- Kampuchéa démocratique (Cambodge), entre 1975 et 1979 et  république populaire du Kampuchéa, entre 1979 et 1993 (nom entre 1989 et 1993 :  État du Cambodge)

#### Europe
- RSFS de Russie à partir de 1917, puis  Union soviétique entre 1922 et 1991
- République socialiste des travailleurs de Finlande en 1918
- République des conseils de Donetsk en 1918
- République des conseils d'Odessa en 1918
- République des conseils d'Alsace-Lorraine en 1918
- République des conseils de Saxe (en) en 1918-1919
- République des conseils de Bavière en 1919
- République des conseils de Slovaquie en 1919
- République des conseils de Hongrie en 1919
- République des conseils du Banat en 1919
- République des conseils lituano-biélorusse en 1919
- République des conseils du Terek en 1918-1919
- République des conseils de Lettonie en 1918-1920
- République des conseils de Galicie en 1920
- République des ouvriers et paysans des Asturies en 1934
- République démocratique finlandaise entre 1939 et 1940
- République populaire socialiste d'Albanie entre 1944 et 1990 (nom officiel entre 1944 et 1946 :  Gouvernement démocratique de l’Albanie (en) / nom officiel entre 1946 et 1976 : république populaire d'Albanie)
- République fédérative socialiste de Yougoslavie, entre 1945 et 1992 (nom officiel entre 1945 et 1963 : république fédérative populaire de Yougoslavie)
- République populaire de Pologne entre 1945 et 1989 (nom officiel entre 1945 et 1947 :  Gouvernement provisoire de l'union nationale (en) / nom officiel entre 1947 et 1952 : république de Pologne)
- Régime communiste de Roumanie entre 1945 et 1989 (noms officiels   République populaire roumaine entre 1947 et 1965 et  République socialiste de Roumanie entre 1965 et 1989)
- République populaire de Bulgarie entre 1946 et 1990
- République socialiste tchécoslovaque entre 1948 et 1989 (nom officiel entre 1948 et 1960 : République tchécoslovaque)
- République populaire de Hongrie entre 1949 et 1989
- République démocratique allemande entre 1949 et 1990

## Participation des communistes au pouvoir dans des démocraties
Par ailleurs, dans certains États, les communistes locaux participent ou ont participé à l'exercice du pouvoir à l'échelon national par le biais d'élections libres et de coalitions gouvernementales, sans que ces pays aient jamais été des États communistes (selon la définition communément admise). Dans une majorité des pays d'Europe de l'Ouest, les partis communistes locaux ont participé aux gouvernements de coalition constitués à la fin de la Seconde Guerre mondiale ou immédiatement après le conflit. Ils ont néanmoins été rapidement évincés du pouvoir au début de la guerre froide : cette période a entraîné le déclin de la plupart d'entre eux, avec des exceptions notables comme la France, l'Italie et la Finlande. Le Parti communiste de Finlande a participé à plusieurs coalitions gouvernementales après-guerre, de même que le Parti communiste français est revenu au gouvernement en 1981-1983 et 1997-2002. En Italie, les PC héritiers du Parti communiste italien ont participé aux coalitions gouvernementales de L'Olivier (1996-2001) et de L'Union (2006-2008). À Saint-Marin, le Parti communiste saint-marinais a dirigé des coalitions au pouvoir de 1945 à 1957, et de 1978 à 1986. À Chypre, Dimítris Khristófias, secrétaire général du Parti progressiste des travailleurs (AKEL) est élu président en 2008, devenant le premier chef d'État communiste de l'Union européenne ; les communistes sont renvoyés dans l'opposition lors de l'élection présidentielle de 2013.
Au Népal, le Parti communiste du Népal (marxiste-léniniste unifié) — qui, malgré son nom et son idéologie officielle, a évolué vers des positions réformistes de centre-gauche — a été chargé par le roi de diriger le gouvernement de 1994 à 1995. Par la suite, les anciens guérilleros du Parti communiste du Népal (maoïste) de Prachanda sont arrivés au pouvoir lors des élections d'avril 2008 : Archie Brown souligne en 2009 que cette victoire électorale « ne s'est pas traduite par le passage à un régime de type communiste ». Le Parti a dû cohabiter avec les autres partis, et a ensuite alterné au pouvoir avec une coalition formée par le Parti communiste du Népal (marxiste-léniniste unifié) et le Congrès népalais, sans encore parvenir à doter le pays d'institutions stables. Les maoïstes ont quitté le gouvernement dès 2009 puis, dans un contexte d'instabilité politique, sont revenus au pouvoir de 2011 à 2013, et ont perdu les élections de novembre 2013.
Trois des huit États de l'Inde, le Kerala, le Tripura et le Bengale-Occidental, ont connu durant de longues périodes, ou connaissent actuellement, des gouvernements dominés par les PC locaux.
En Afrique du Sud, le Parti communiste sud-africain, allié à l'ANC, a détenu plusieurs ministères depuis la fin de l'apartheid. Au Brésil, le Parti communiste du Brésil, allié au PT, est entré au gouvernement en 2003 — obtenant le ministère des Sports — après l'élection de Luiz Inácio Lula da Silva.
Ces différents cas de figure, qui ont vu des partis communistes exercer le pouvoir, ou participer au gouvernement, dans le respect du multipartisme, de l'alternance politique et des règles démocratiques, ne correspondent pas à la définition des « États communistes ».